# Relazioni bilaterali tra Regno Unito e Stati Uniti d'America

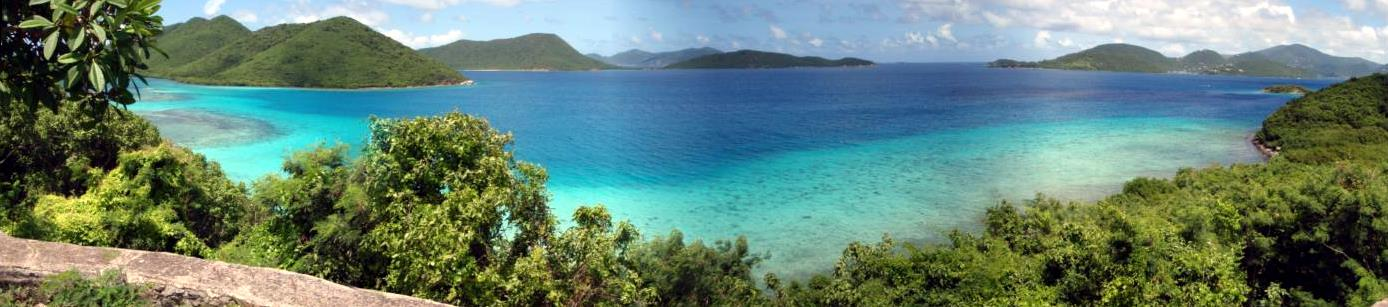
Veduta delle isole Vergini britanniche dalle isole Vergini statunitensi.

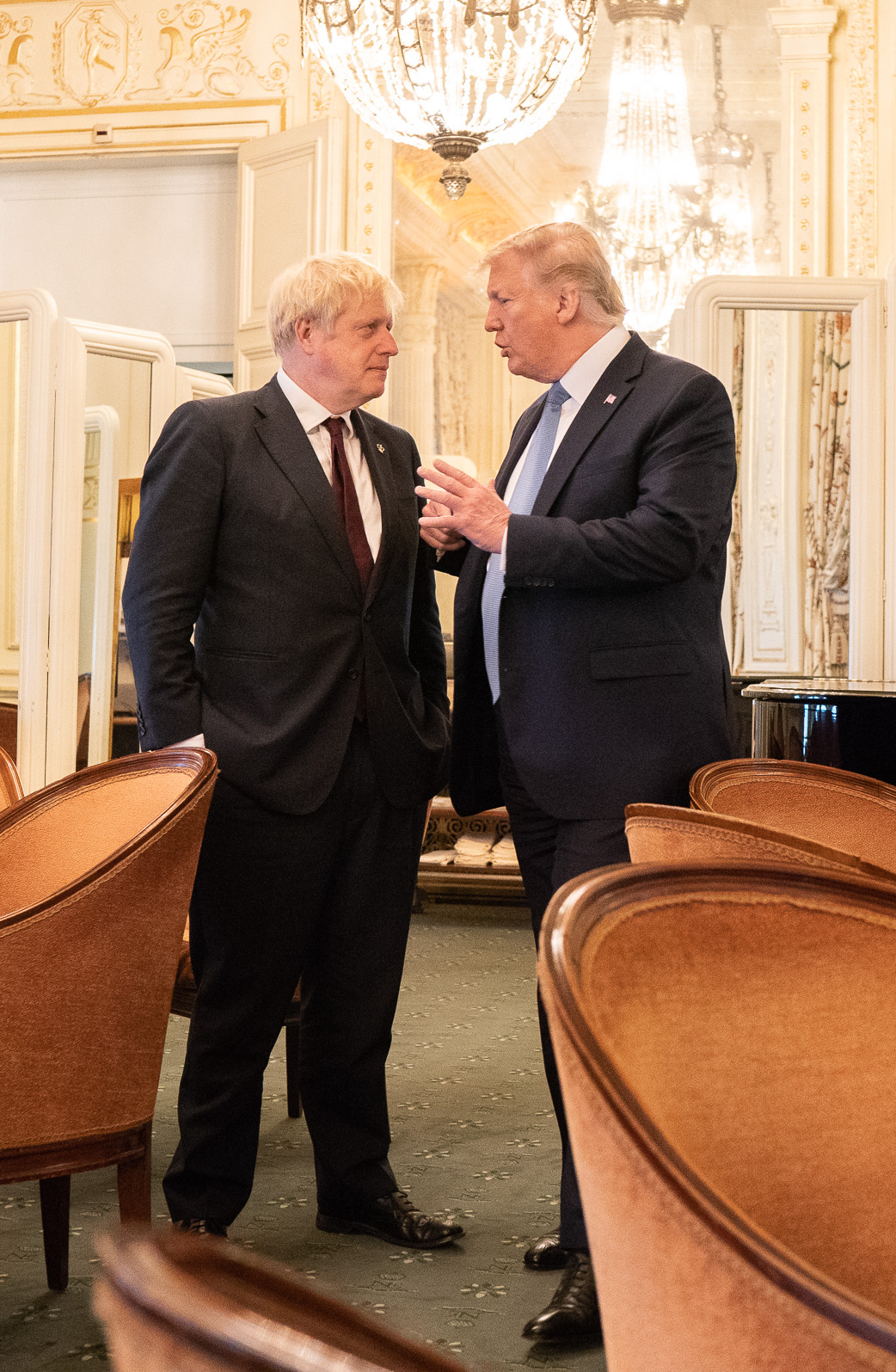
Il primo ministro britannico Boris Johnson col presidente statunitense Donald Trump al 45° G7 di Biarritz, agosto 2019.

Le relazioni bilaterali tra Regno Unito e Stati Uniti, dette anche relazioni anglo-americane, comprendono le relazioni presenti tra il Regno Unito e gli Stati Uniti d'America. Dal 1940 entrambi i paesi, dopo secoli di rapporti di guerra e tesi, si sono molto ravvicinati come alleati militari e commerciali grazie a delle speciali relazioni costruite nell'ambito della NATO.
Le due nazioni sono storicamente unite da una storia condivisa, dalla medesima religione, da una lingua comune, da un sistema legale molto simile e da genealogie ancestralmente collegate nelle figure dei molti anglo-americani, scoto-americani, americani gallesi, americani scoto-irlandesi, americani irlandesi e bretoni americani. Attualmente un gran numero di espatriati vive in entrambi i paesi.
In tempi di pace e di rivolta, di guerra o di estraniamento, Regno Unito e Stati Uniti sono stati nemici o alleati, ma hanno cementato i loro tratti comuni con la seconda guerra mondiale in quelle che divennero note come "relazioni speciali". In una prospettiva a lungo termine, lo storico Paul Johnson le ha definite "la pietra angolare del moderno ordine mondiale democratico".
All'inizio del XX secolo, il Regno Unito parlava delle proprie relazioni con gli Stati Uniti come della "più importante partnership liberale" nella politica estera della Gran Bretagna, come pure la politica estera americana riteneva tali relazioni come importantissime, come evidenza di una visione comune in politica, mutua cooperazione nelle aree commerciali, finanziarie, tecnologiche, accademiche, nelle arti e nelle scienze; la condivisione di un'intelligence governativa e militare e operazioni di guerra e missioni di pace comuni hanno portato spesso a fruttuose collaborazioni comuni tra esercito americano ed esercito inglese. Il Canada è stato storicamente il principale importatore di beni provenienti dagli Stati Uniti.
I due paesi hanno avuto anche un impatto significativo sulle culture di altri paesi. Essi sono i punti nodali dell'anglosfera, con una popolazione combinata di quasi 400.000.000 di abitanti (al 2019). Assieme hanno reso la lingua inglese la più parlata al mondo.

## Confronto tra i due paesi
|                              | Regno Unito (bandiera)                                                                     | Stati Uniti (bandiera) |
| ---------------------------- | ------------------------------------------------------------------------------------------ | --- |
| Stemmi                       |                                                                                            | |
| Bandiere                     | Regno Unito (bandiera)                                                                     | Stati Uniti (bandiera) |
| popolazione                  | 65.110.000                                                                                 | 324.894.500 |
| Area                         | 243 610 km² (94 060 mi²)                                                                   | 9 629 091 km² (3 717 813 mi²) |
| Densità di popolazione       | 255.6/km2 (98.7/sq mi)                                                                     | 34.2/km2 (13.2/sq mi) |
| Capitale                     | Londra                                                                                     | Washington |
| Città più grande             | Londra – 8.799.800 (14.800.000 area metropolitana)                                         | New York – 8.804.190 (19.426.449 area metropolitana) |
| Governo                      | Monarchia costituzionale parlamentare unitaria                                             | Repubblica costituzionale presidenziale federale |
| Primo capo di Stato          | Giorgio III                                                                                | George Washington |
| Primo capo del governo       | William Pitt il Giovane                                                                    | George Washington |
| Attuale capo di Stato        | Carlo III                                                                                  | Donald Trump |
| Attuale capo del governo     | Keir Starmer                                                                               | Donald Trump |
| Partito politico al governo  | Partito Laburista                                                                          | Partito Repubblicano |
| Attuale capo della giustizia | Barone Reed di Allermuir, presidente della Corte Suprema                                   | John G. Roberts, presidente della Corte Suprema |
| Lingua principale            | Inglese (britannico)                                                                       | Inglese (americano) |
| Religioni principali         | 60% Cristiani 30% Atei 10% Altri                                                           | 71% Cristiani 23% Atei 6% Altri |
| Gruppi etnici                | Al 2011 87.1% inglesi 7.0% anglo-asiatici 3.0% anglo-africani 2.0% multiraziali 0.9% altri | Al 2010 77.1% americani 13.3% afro-americani 2.6% multiraziali 5.6% americani-asiatici 1.4% nativi americani tra cui soprattutto: 17.6% ispanoamericani |
| Guadagno pro capite annuo    | 43.830 sterline                                                                            | 54.980 dollari |
| Indice di crescita           | 0.909 (molto alto)                                                                         | 0.920 (molto alto) |
| Spese militari               | 72.9 miliardi di sterline                                                                  | 640.0 miliardi di dollari |
| Personale militare           | 300.000                                                                                    | 2.927.754 |
| Anglofoni                    | 60.895.000                                                                                 | 294.469.560 |
| Forza lavoro                 | 30.643.000                                                                                 | 156.080.000 |
| Espatriati                   | 197.355 americani britannici                                                               | 40.234.652 anglo-americani |

## Relazioni speciali

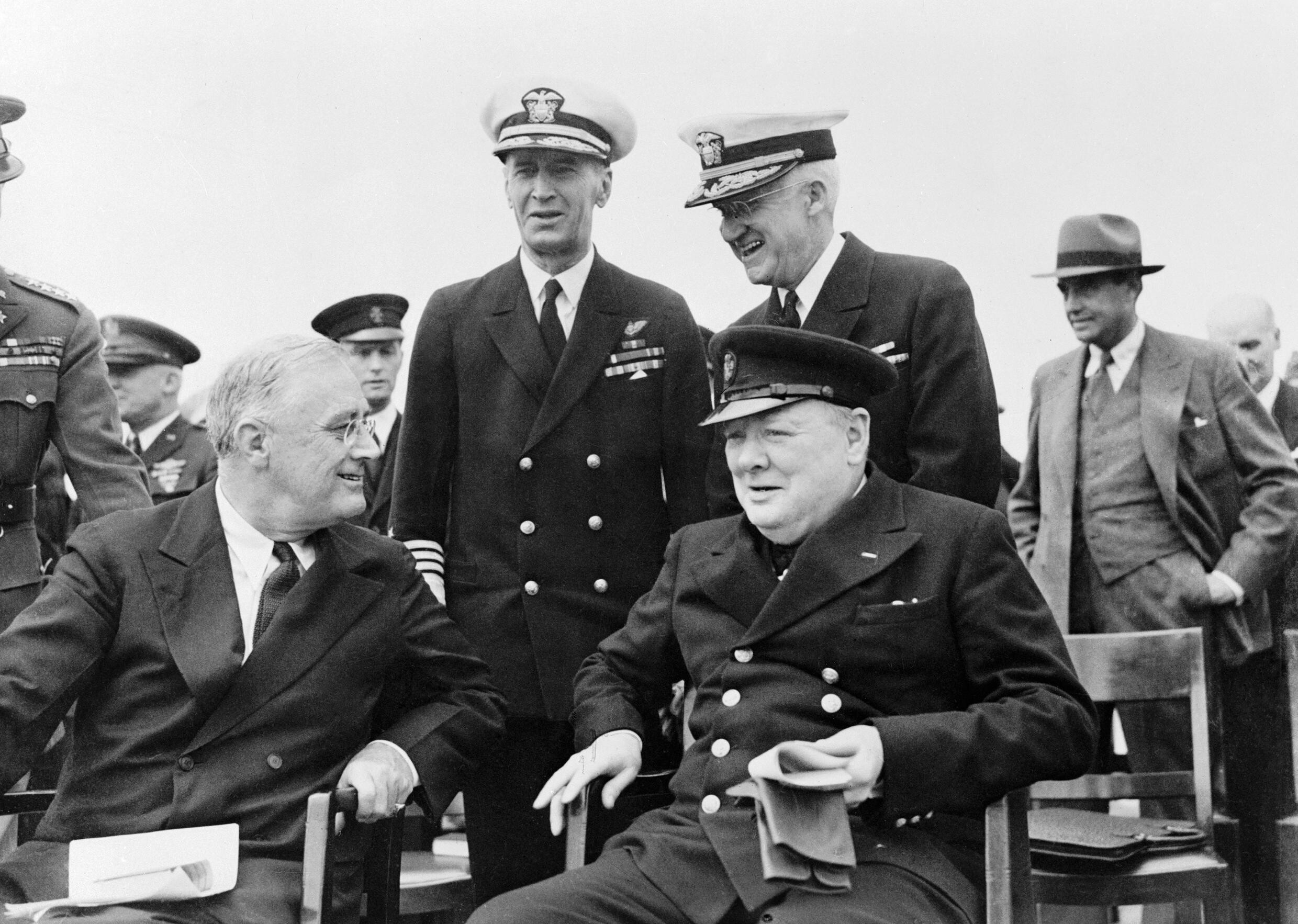
Il primo ministro britannico Winston Churchill ed il presidente americano Franklin Roosevelt alla Conferenza atlantica, agosto 1941.

Le relazioni speciali caratterizzarono delle specifiche relazioni politiche, diplomatiche, culturali, economiche, militari e storiche tra Regno Unito e Stati Uniti. Esse tornarono utili in particolare a partire dal 1940 ad entrambi i paesi.

## Storia

### Origini

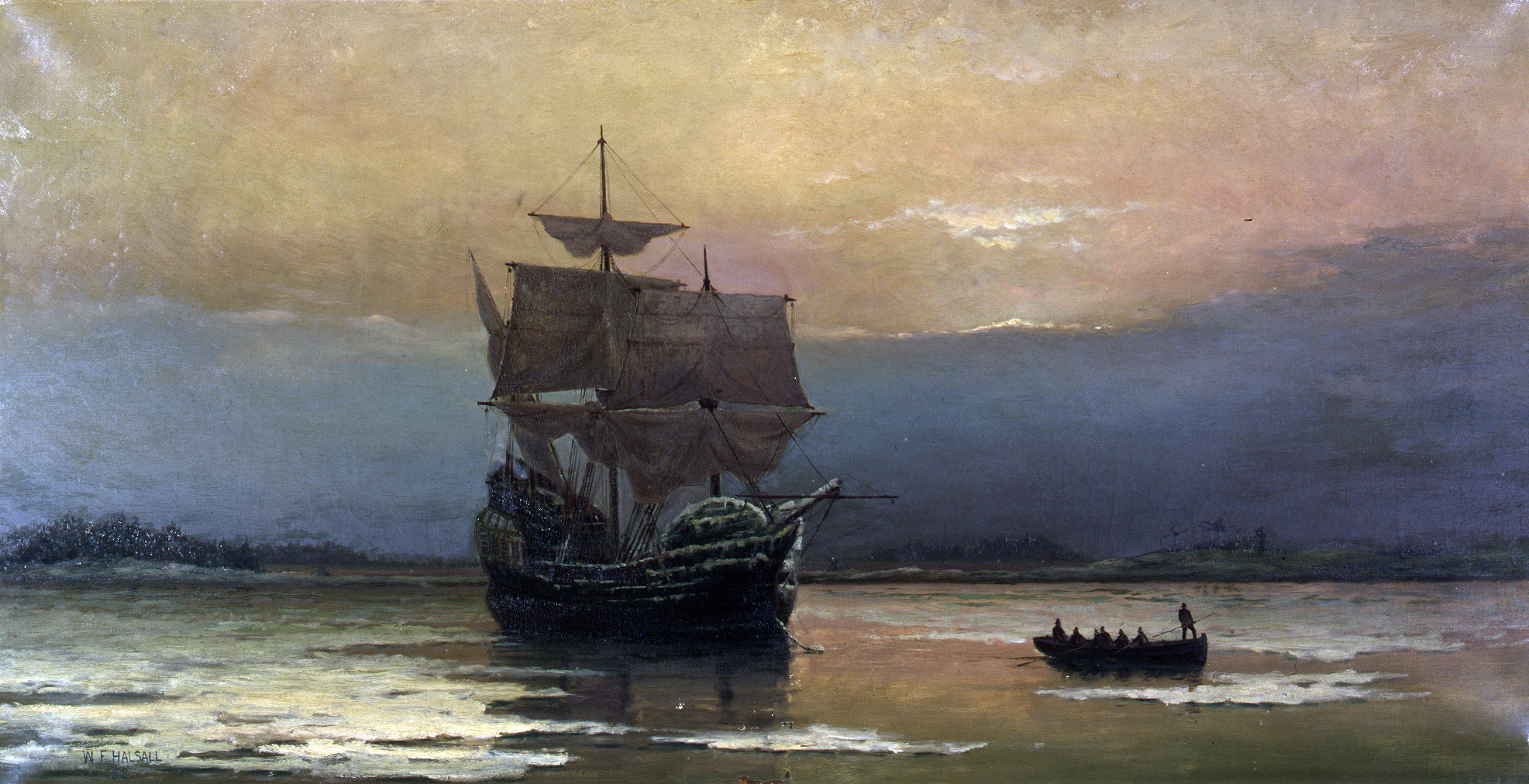
La Mayflower trasporta i "pellegrini" nel Nuovo Mondo nel 1620, dipinto di William Halsall dal titolo The Mayflower in Plymouth Sound, 1882.

Dopo diversi tentativi falliti, il primo insediamento permanente in America del Nord venne stabilito dagli inglesi nel 1607 a Jamestown, nella colonia della Virginia. Dal 1624, la colonia della Virginia cessò di essere una colonia amministrata dalla Virginia Company di Londra e divenne a tutti gli effetti una colonia della corona. I Pellegrini erano una piccola setta protestante presente in Inghilterra e ad Amsterdam; essi furono tra i primi a mandare un gruppo di coloni a bordo della nave Mayflower verso le Americhe. Dopo aver sottoscritto il Patto del Mayflower che concesse loro autonomia governativa nella nuova colonia, essi fondarono la piccola colonia di Plymouth nel 1620. Nel 1630 i Puritani fondarono la più grande colonia della baia del Massachusetts, con l'intento di fondare una nuova colonia "di gente pura" nel Nuovo Mondo.
Altre colonie seguirono nella provincia del Maine (1622), nella provincia del Maryland (1632), nella Colonia di Rhode Island e delle piantagioni di Providence (1636) e nella colonia del Connecticut (1636). Successivamente venne fondata la provincia di Carolina (1663) (divisa nel 1729 in Carolina del Nord e Carolina del Sud). La provincia del New Hampshire venne costituita nel 1691. Nel 1732 venne fondata la provincia della Georgia.
La provincia di New York venne costituita dalla conquista della colonia olandese di Nuova Amsterdam. Nel 1674, la provincia del New Jersey venne divisa da quella di New York. Nel 1681 William Penn ottenne da re Carlo II la delega a fondare la provincia di Pennsylvania.
Le colonie erano amministrate separatamente da Londra.

### Le migrazioni
Nel corso del XVII secolo, circa 350.000 inglesi e gallesi lasciarono le loro città per portarsi a risiedere in maniera permanente nelle Tredici Colonie americane. Dopo la firma dell'Atto di Unione del 1707 giunsero anche molti scozzesi e irlandesi.
Durante la colonizzazione inglese, vennero introdotte istituzioni amministrative, giudiziarie e commerciali associate ad uno sviluppo socio-economico notevole. Nel contempo, la politica nelle colonie era anche quasi-mercantilistica, incoraggiano il commercio nell'Impero britannico e scoraggiando il commercio con altre potenze nel mondo, come pure la nascita di manifatture nelle colonie, per mantenere la ricchezza nelle mani della madrepatria. Indubbiamente l'Inghilterra trasse vasti profitti dal commercio dello zucchero nelle colonie commerciali stabilite nei Caraibi.
L'introduzione della schiavitù fu un'altra caratteristica del periodo coloniale inglese. Tutte le Tredici Colonie vennero coinvolte nel commercio degli schiavi, i quali lavoravano come servitori nelle abitazioni, come artigiani e come contadini nelle piantagioni. Questi ultimi erano particolarmente attivi nelle colonie meridionali dove si coltivavano indaco, riso, cotone e tabacco per l'esportazione.
La guerra franco-indiana, combattuta tra il 1754 ed il 1763, fu il teatro nordamericano della guerra dei sette anni. Il conflitto, che prese l'aspetto di un conflitto coloniale tra Francia e Gran Bretagna in Nord America, portò l'Inghilterra ad acquisire la colonia francese della Nuova Francia, con tutta la popolazione cattolica ivi residente. Sulla base del Trattato di Parigi siglato nel 1763, il controllo francese rimase solo in Louisiana e lungo il corso orientale del fiume Mississippi.

### Religione
I legami religiosi tra la madrepatria e le colonie erano molto sentiti. Gran parte delle molteplici chiese presenti in Inghilterra, trasmigrarono anche nelle colonie. I Puritani del New England mantennero contatti coi Nonconformisti in Inghilterra. Ancora più legati erano i Quaccheri, in particolare in Pennsylvania, ed i Metodisti.
La chiesa anglicana venne ufficialmente a prendere piede anche nelle colonie, ma de facto era la gentry locale a controllare i comuni e non come avveniva in Inghilterra dove le parrocchie avevano anche responsabilità civili. La chiesa di Stato venne disciolta durante la Rivoluzione americana. Le chiese anglicane in America si trovavano sotto la diretta autorità del vescovo di Londra, e lungo fu il dibattito se e quando inserire una prima diocesi anche in America. Gli altri protestanti bloccarono questo tipo di nomine. Dopo la Rivoluzione, la nuova chiesa episcopale scelse propri vescovi per prendere le distanze da Londra.

### La Rivoluzione Americana

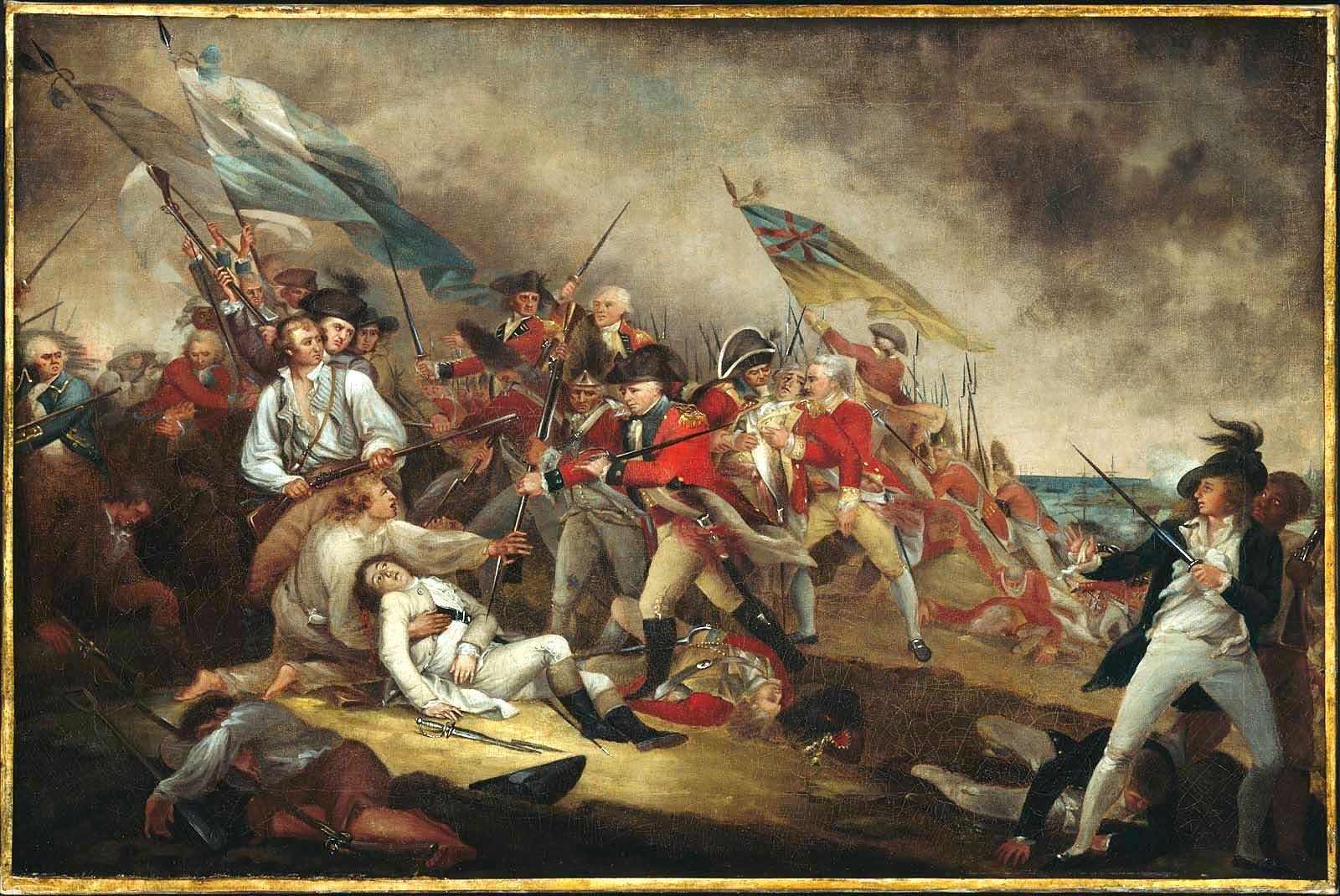
Dipinto di John Trumbull raffigurante La morte del generale Warren nella battaglia di Bunker Hill, 1775.

Le Tredici colonie gradualmente ottennero una sorta di auto-governo, seppur limitato. Le politiche mercantilistiche della Gran Bretagna si fecero però più stringenti, beneficiando sempre la madrepatria come primo soggetto del colonialismo e limitando quindi la crescita dell'economia nelle colonie, reprimendo il potenziale commerciale locale. Le colonie americane vennero infine chiamate a pagare le spese della guerra franco-indiana. Sorsero delle tensioni tra il 1765 ed il 1775 sulla tassazione che aumentò esponenzialmente nelle colonie senza che Giorgio III del Regno Unito vi ponesse un freno o concedesse più autonomia alle colonie. Dopo il Massacro di Boston del 1770 quando un gruppo di giubbe rosse inglesi aprirono il fuoco sui civili, scoppiò la rivolta tra i coloni oltraggiati dall'atteggiamento della madrepatria che avrebbe dovuto tutelarli. Il parlamento inglese aveva imposto delle tasse come lo Stamp Act del 1765, e poi il Tea Act del 1773; quest'ultimo in particolare fu oggetto della famosa protesta dei coloni nota come Boston Tea Party durante la quale casse di tè vennero riversate nelle acque del porto di Boston per protesta. Il parlamento inglese rispose promulgando nel 1774 quello che i coloni definirono "leggi intollerabili". Il corso degli eventi portò alle battaglie di Lexington e Concord nel 1775 ed all'inizio della guerra d'indipendenza americana. La vittoria inglese nella battaglia di Bunker Hill nel giugno del 1775 agitò le tensioni ulteriormente. Mentre la maggior parte dei Patrioti desiderava l'indipendenza delle colonie, una minoranza nota col nome di Lealisti desideravano rimanere sotto la Gran Bretagna. Quando il secondo congresso continentale venne a riunirsi a Filadelfia nel maggio del 1775, emersero figure come Benjamin Franklin, Thomas Jefferson, John Hancock, Samuel Adams e John Adams che promossero largamente la tesi dell'indipendenza totale dalla madrepatria. Per questo venne proclamata e firmata unanimemente la Dichiarazione d'indipendenza degli Stati Uniti il 4 luglio 1776, atto che venne visto come una rottura totale e senza precedenti con l'Inghilterra. Gli Stati Uniti divennero così la prima colonia al mondo ad ottenere l'indipendenza nell'era moderna.
All'inizio del 1775 i Patrioti costrinsero tutti gli ufficiali ed i soldati inglesi a lasciare l'America e fondarono l'esercito continentale come forza difensiva nazionale. Il British Army tornò in forze nelle colonie nell'agosto del 1776 e catturò New York City, che rimase la principale base degli inglesi sino alla fine della guerra nel 1783. Gli inglesi, usando la loro potente marina, riuscirono a conquistare i principali porti americani, ma il 90% dei coloni viveva nelle aree rurali sulle quali mantennero il pieno controllo. Dopo l'invasione inglese dal Canada nella campagna di Saratoga del 1777, la Francia decise di entrare in guerra come alleata degli Stati Uniti, a cui si aggiunsero i Paesi Bassi e la Spagna come alleati dei francesi. La Gran Bretagna perse la propria superiorità navale e non poté contare su altri alleati in Europa. La strategia inglese era focalizzata sul sud. dove erano presenti molti lealisti che pensavano avrebbero combattuto al fianco delle giubbe rosse. I lealisti ad ogni modo erano una vera minoranza tra i coloni e pertanto gli inglesi non riuscirono a mantenere il controllo sulle colonie americane. Quando gli inglesi tentarono di tornare a New York, questa era ormai già stata conquistata dall'armata di George Washington con l'assedio di Yorktown nell'ottobre del 1781. Questo pose definitivamente fine agli scontri.

### Il trattato di pace
Il Trattato di Parigi pose fine alla guerra nel 1783 con termini favorevoli alla nuova nazione.
Gli eventi chiave si presentarono nel settembre del 1782, quando il ministro degli esteri francese Vergennes propose una soluzione che venne fortemente contrastata dagli alleati statunitensi. La Francia era ormai esausta dalla guerra ed intenzionata come tutti a terminare il conflitto, ad eccezione della Spagna che invece era intenzionata a catturare Gibilterra agli inglesi. Vergennes trovò un accordo con la Spagna, ma da un lato gli Stati Uniti erano ancora confinati nell'area ad est dei monti Appalachi e la Gran Bretagna avrebbe voluto conquistare il territorio a nord del fiume Ohio. Nell'area a sud si sarebbe insediato uno stato indiano sotto il controllo della Spagna come stato cuscinetto. Gli americani si resero conto che l'amicizia francese si era rivelata insensata nei negoziati e che avrebbero fatto di meglio mediando personalmente con Londra. John Jay fu il primo a proporre di tagliare fuori la Francia dai negoziati. Il primo ministro inglese Lord Shelburne si accordò quindi con gli americani e venne ufficialmente incaricato dalla madrepatria di stilare i concordati in nome della nazione così da creare negli Stati Uniti un possibile nuovo partner commerciale, tagliando fuori quindi Francia e Spagna dalle discussioni. Gli Stati Uniti chiesero l'area ad est del fiume Mississippi, la Florida settentrionale ed il Canada meridionale. Il confine a nord venne stabilito pressappoco come quello attuale. Gli Stati Uniti ottennero diritti di pesca sulle coste atlantiche del Canada e si accordarono per concedere a mercanti inglesi e lealisti di riprendere le loro proprietà. Il trattato risultò particolarmente vantaggioso per gli Stati Uniti. Shelburne agì in tal modo non certo per favorire le ex colonie americane, ma con l'intento di trovare un commercio bilaterale tra Inghilterra e Stati Uniti.

### La fine della Rivoluzione
Il trattato venne rettificato nel 1784. Gli inglesi evacuarono i loro soldati e civili da New York, Charleston e Savannah alla fine del 1783. Più dell'80% del mezzo milione di lealisti rimasti negli Stati Uniti vennero naturalizzati cittadini statunitensi. La parte restante si portò in Canada e si costituirono nel movimento dei United Empire Loyalists. Mercanti e uomini d'affari si riportarono in Gran Bretagna per ricostruire le loro fortune. I lealisti del sud, portando con sé i loro schiavi, fondarono delle piantagioni nelle Indie britanniche occidentali. Gli inglesi si accordarono inoltre per liberare 3000 ex schiavi che combatterono nel British Army durante la Rivoluzione, i quali si portarono in Nuova Scozia e poi migrarono in massa in Sierra Leone, colonia britannica in Africa.
La nuova nazione ottenne così il controllo di quasi tutte le terre ad est del Mississippi ed a sud del fiume St. Lawrence e dei Grandi Laghi. I coloni inglesi della Florida orientale ed occidentale passarono alla Spagna. I nativi americani che si allearono con gli inglesi, vennero da questi ultimi ignorati durante la conferenza di pace e per questo alla fine si allearono con americani, canadesi o spagnoli a seconda delle aree di residenza. Gli inglesi mantennero le loro fortezze nel Northwest Territory (attuale Midwest, in particolare nel Michigan e nel Wisconsin), da dove rifornirono di armi gli indiani ostili agli americani.

### 1783–1807: il ruolo del Trattato di Jay

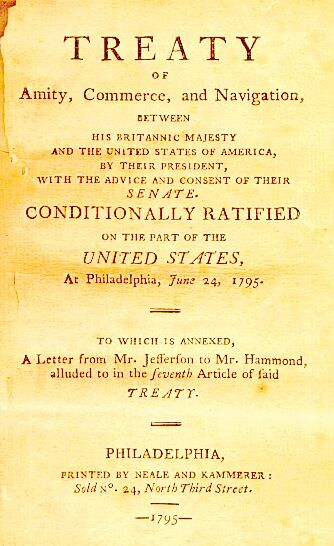
Un pamphlet stampato privatamente col testo del trattato di Jay

Il commercio riprese regolarmente tra le due nazioni alla fine della guerra. Gli inglesi permisero tutte le esportazioni verso gli Stati Uniti, ma proibirono le esportazioni di cibo verso le loro colonie nelle Indie occidentali. Gli inglesi esportavano beni per 3.700.000 sterline, mentre importavano dagli Stati Uniti beni per sole 750.000 sterline. Questo sbilanciamento commerciale portò ad una mancanza di riserve aurifere negli Stati Uniti.
Nel 1785 John Adams divenne il primo ministro plenipotenziario americano (non ancora allo status di ambasciatore) a Londra. Re Giorgio III lo ricevette con rispetto. Nel 1791, la Gran Bretagna inviò il proprio primo diplomatico, George Hammond, negli Stati Uniti.
Quando la Gran Bretagna e la Francia entrarono in guerra sul teatro europeo nel 1793, le relazioni tra Stati Uniti e Gran Bretagna furono anch'esse sull'orlo di una nuova guerra. Le tensioni vennero risolte solo dal Trattato di Jay che venne siglato nel 1794, il quale stabilì un decennio di pace e relazioni economiche proficue.
Secondo lo storico americano Samuel Flagg Bemis, gli Stati Uniti posero sul tavolo delle trattative una serie di obbiettivi da raggiungere:
- Riprendere il controllo dei cinque forti inglesi presenti nei territori assegnati agli Stati Uniti dal trattato del 1783 negli attuali Michigan, Ohio e New York.
- Impedire agli inglesi di foraggiare gli attacchi degli indiani d'America ai coloni americani nei territori del Nordovest (Ohio e Michigan).
- Impedire agli inglesi di reclutare tra i marinai della Royal Navy cittadini americani.
- I mercanti americani richiedevano una compensazione per le 250 navi mercantili confiscate dagli inglesi tra il 1793 ed il 1794.
- Gli interessi del sud richiedevano una compensazione per gli schiavi liberati nel 1783.
- I mercanti americani richiedevano la riapertura del commercio con le Indie occidentali britanniche.
- I confini del Canada erano ancora vaghi in molti punti e necessitavano di una delineazione più precisa.

Il trattato finale riuscì a risolvere molti di questi punti, ma non tutti. Il Partito Federalista chiese al senato americano di rettificare il trattato di Jay, ma il Partito Repubblicano vi si opponeva. Guidati da Thomas Jefferson e da James Madison, i Repubblicani erano più favorevoli alla Francia e credevano che le buone relazioni intraprese con l'Inghilterra non avrebbero giovato agli Stati Uniti ed al loro spirito repubblicano. Il presidente George Washington attese fino all’ultimo prima di decidere il da farsi ed alla fine ne risultò che il trattato venne rettificato coi voti dei 2/3 dell'assemblea, dietro adeguate compensazioni. Il risultato della firma del trattato furono due decadi di pace in un mondo in piena guerra sino all'ascesa al potere di Jefferson e dei Repubblicani che iniziarono una politica economica aggressiva nei confronti della Gran Bretagna.
Bradford Perkins ha sottolineato come il trattato fu l'inizio di quelle relazioni speciali tra Gran Bretagna e Stati Uniti che diverranno poi palesi nel XX secolo. Nella sua ottica, il trattato assicurò per dieci anni la pace tra Gran Bretagna e America: "Il decennio può essere visto come il periodo del "Primo avvicinamento." Come Perkins concluse, 
"Per circa dieci anni vi fu pace alla frontiera, riconoscimento dei valori commerciali reciproci e persino una comparazione storica con le epoche precedenti. Due controversie con la Francia [...] avevano spinto le potenze anglofone a stringersi ancor più l'una con l'altra."
Lo storico Joseph Ellis ad ogni modo ha sottolineato come fondamentalmente il trattato fu favorevole alla Gran Bretagna:
"uno scaltro affare per gli Stati Uniti. Ma in effetti la Gran Bretagna ebbe la meglio [...] Riconobbe l'indipendenza dell'economia americana per farla commerciare con l'Inghilterra. In un certo senso questa fu una previsione della dottrina Monroe (1823), legando la sicurezza e lo sviluppo economico americano alla flotta britannica che rappresentò sino alla fine del XIX secolo uno scudo protettivo di valore incalcolabile. Questo nel contempo diede modo all'America di formarsi e proteggersi sin quando non fosse stata in grado, economicamente e politicamente, di combattere una propria guerra."

Gli Stati Uniti proclamarono la loro neutralità nelle guerre tra Gran Bretagna e Francia (1793–1815), ed anzi approfittarono notevolmente della situazione vendendo cibo, legname e altri rifornimenti ad ambo le parti in guerra.
Thomas Jefferson si era opposto al trattato di Jay perché temeva che questo avrebbe rafforzato le pretese anti-repubblicane dei suoi nemici politici. Quando Jefferson divenne presidente nel 1801, non ripudiò ad ogni modo il trattato. Mantenne il diplomatico federalista Rufus King a Londra per negoziare gli ultimi punti rimasti in sospeso. La situazione peggiorò invece drasticamente nel 1805, come preludio della guerra del 1812. Jefferson non rinnovò quindi più il trattato sino alla firma del trattato Pinkney-Monroe del 1806.
Nel 1807 la Gran Bretagna abolì la schiavitù nei propri possedimenti con lo Slave Trade Act, ma negli Stati Uniti l'abolizione impiegò ancora quasi sessant'anni per essere attuata.

### La Guerra del 1812

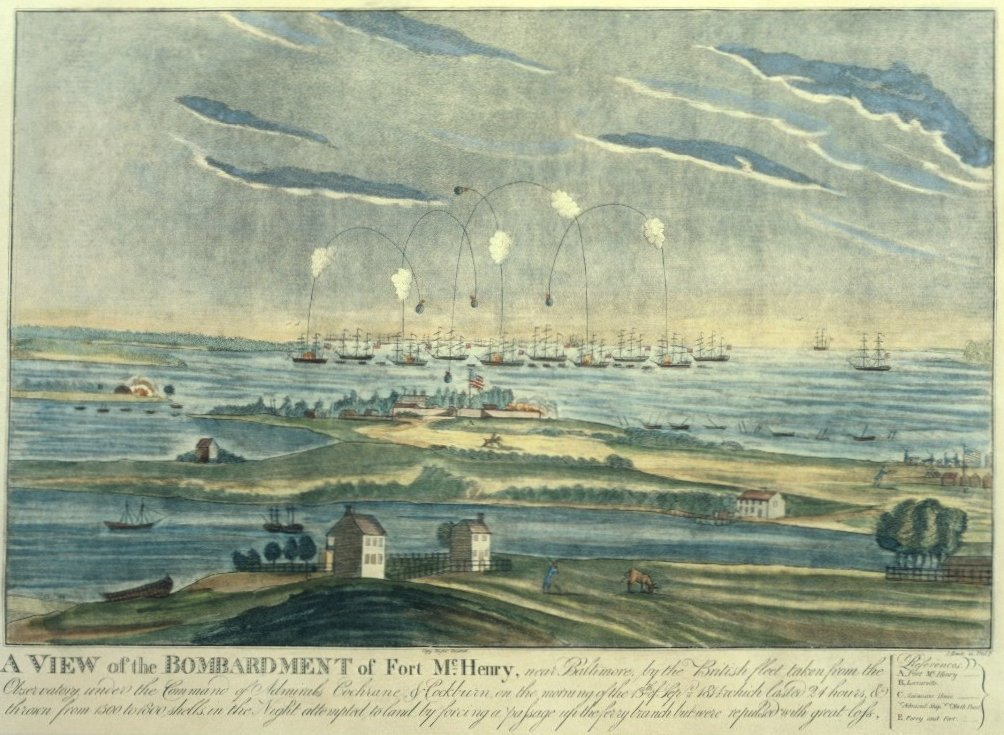
Rappresentazione artistica del bombardamento nella battaglia di Baltimora del 1814, episodio che ispirò Francis Scott Key a scrivere il testo di "The Star-Spangled Banner", divenuto poi l'inno nazionale degli Stati Uniti.

Gli Stati Uniti imposero un embargo commerciale (con l'Embargo Act 1807), per vendetta al blocco imposto dalla Gran Bretagna alla Francia che portò un danno commerciale agli Stati Uniti nel bel mezzo delle guerre napoleoniche. La Royal Navy inoltre aveva abbordato delle navi americane ed aveva accusato i marinai a bordo di essere dei disertori della madrepatria. L'espansione nel Midwest (in Ohio e Wisconsin) venne ostacolata dal fatto che i nativi americani ottenevano armi, munizioni e supporto da agenti inglesi. L'obbiettivo inglese era quindi ormai chiaro: sostenere i nativi nella creazione di uno stato indiano per fermare l'espansione statunitense ad ovest.
Dopo fallimenti diplomatici, i fece strada l'idea di una "seconda guerra d'indipendenza". Il presidente Andrew Jackson, che ancora era memore delle lotte per l'indipendenza di qualche decennio prima, ne era particolarmente convinto. Come disse lo storico Brands, "gli americani dicevano di sentirsi violati nei loro diritti, ma cercavano anche vendetta per la loro identità nazionale".
Nel giugno del 1812, il presidente James Madison diede infine inizio alla guerra, vincendo l'opposizione degli stati nordorientali. La strategia che si presentò più comoda nella guerra era quella di privare la Gran Bretagna dei beni che venivano regolarmente esportati verso le coste inglesi, primo tra tutti lo zucchero. L'obbiettivo americano era quello di conquistare quello che poi divenne il Canada per rafforzare la loro posizione sul continente. L'obbiettivo degli inglesi era invece quello di sconfiggere la Francia, cosa che avvenne effettivamente nel 1814. Alleandosi coi nativi americani, guidati da Tecumseh, gli inglesi promisero la creazione di uno stato libero indiano nei territori che essi pretendevano dagli Stati Uniti. Le forze inglesi e canadesi respinsero ripetutamente le forze statunitensi, che erano inadeguate, mal guidate e male armate per fronteggiare un esercito preparato ed agguerrito, forgiato da secoli di esperienza militare. Ad ogni modo le forze statunitensi presero il controllo del Lago Erie nel 1813 e distrussero l'offensiva dei nativi americani a nordovest ed a sud dell'area. L'invasione inglese della baia di Chesapeake del 1814 culminò nell'incendio di Washington, ma il successivo attacco a Baltimora venne respinto. Un'incursione inglese a New York nel corso del 1814 venne respinta nella battaglia di Plattsburgh, e l'invasione della Louisiana lanciata prima del cessate il fuoco del generale Andrew Jackson, risultò in una decisiva sconfitta nella battaglia di New Orleans del 1815. I negoziati iniziarono nel 1814 e produssero alla fine il Trattato di Gand, che riportò lo status quo ante bellum: nessuna delle due parti ottenne nuovi territori e in più gli inglesi abbandonarono l'idea di creare uno stato indiano in America. Gli Stati Uniti celebrarono la fine della guerra come una vittoriosa "seconda guerra d'indipendenza". Gli inglesi, essendo finalmente riusciti a sconfiggere Napoleone nella battaglia di Waterloo, celebrarono largamente quel trionfo per far dimenticare la sconfitta subita in America. Le tensioni tra Stati Uniti e Canada vennero risolte pacificamente con la diplomazia. La Guerra del 1812 segnò la fine di un lungo periodo di conflitti (1775–1815) e portòad una nuova era di pace tra le due nazioni.

### Dispute tra il 1815 ed il 1860

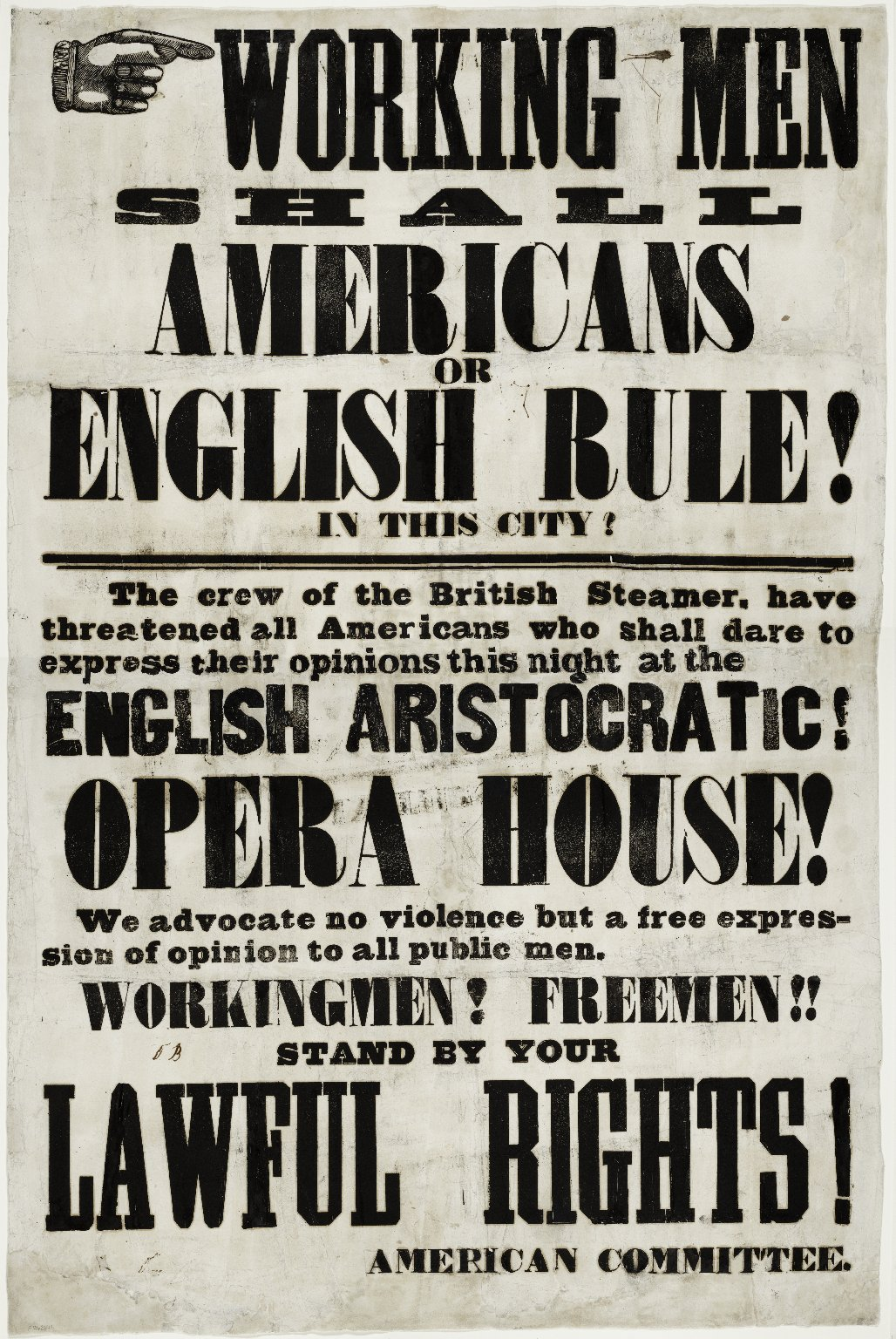
Un volantino violentemente antibritannico distribuito a New York che contribuì a istigare la rivolta di Astor Place del 1849.

La dottrina Monroe, una risposta unilaterale al tentativo di dichiarazione congiunta proposto dall'Inghilterra nel 1823, fu la chiara espressione degli Stati Uniti ai tentativi europei di avvicinarsi all'emisfero occidentale. Ad ogni modo, gli Stati Uniti beneficiarono di una comune visione con la politica britannica e dell'appoggio della Royal Navy. Negli anno '40 dell'Ottocento i banchieri londinesi iniziarono ad investire sempre più nelle ferrovie da costruirsi negli Stati Uniti.
In diversi episodi il generale americano Winfield Scott diede prova di essere un sagace diplomatico tentando di raggiungere un compromesso con la controparte inglese. Scott fu colui che diresse l'affare Caroline nel 1837: un gruppo di ribelli dell'America settentrionale britannica (attuale Ontario) si portarono a New York ed utilizzarono una piccola imbarcazione americana chiamata Caroline per trafficare beni in Canada ma il loro tentativo venne represso. Alla fine del 1837, la milizia canadese attraversò il confine con gli Stati Uniti e mise a ferro e fuoco la nave, portando così a proteste diplomatiche e all'accrescimento di una certa anglofobia.

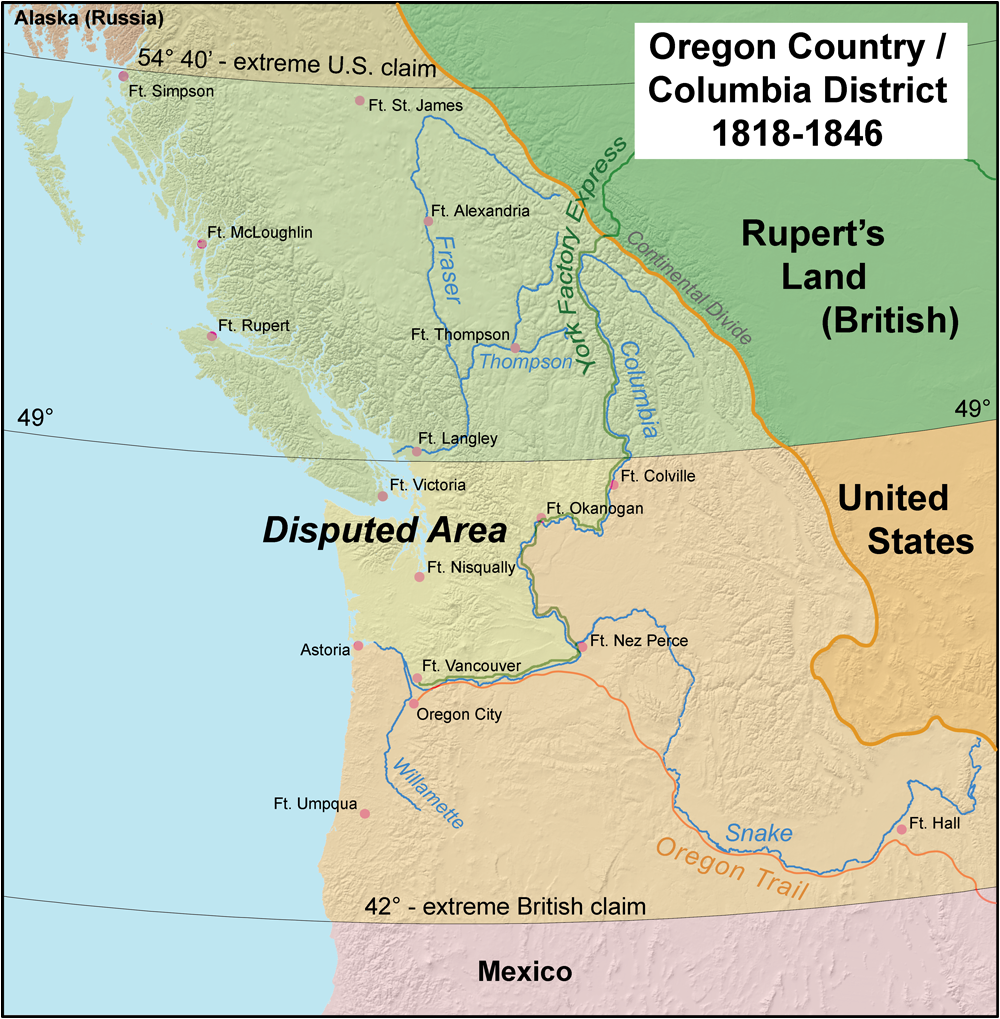
I confini tra Oregon e Columbia (compresi tra il 42N ed il 54 40'N) furono largamente disputati

Tensioni sorsero tra il confine del Maine e del Nuovo Brunswick tra delle squadre di taglialegna, dando origine alla guerra di Aroostook del 1839. Si giunse infine al trattato Webster–Ashburton del 1842, che fissò i confini tra le de aree. Nel 1859 la guerra del maiale determinò il confine tra le isole di San Juan e le isole Gulf.
I politici inglesi tra gli anni '40 e '60 dell'Ottocento si dimostrarono sovente seccati dalle problematiche di Washington e dai continui rigurgiti democratici, come nel caso della disputa sui confini dell'Oregon nel 1844–46. Ad ogni modo la borghesia britannica e l'opinione pubblica continuavano a sostenere la "relazione speciale" tra i popoli delle due nazioni, accomunati da lingua, storia migratoria, religione, tradizioni liberali e commercio. Durante l'affare della Trent sul finire del 1861, Londra e Washington cercarono ancora una volta il dialogo.
Nel 1844-48 le due nazioni raggiunsero un accordo sui confini dell'Oregon. L'area era perlopiù disabitata, il che rendeva ancora più semplice agire a livello di geografia politica sulla regione, passando la Columbia Britannica alla Gran Bretagna e Washington, Idaho e Oregon agli Stati Uniti. Gli Stati Uniti rivolsero quindi la loro attenzione al Messico che minacciava di dichiarare guerra per l'annessione del Texas. La Gran Bretagna tentò senza successo di moderare i messicani, ma quando iniziò la guerra scelse di rimanere neutrale. Gli Stati Uniti ottennero la California per la quale gli inglesi non avevano manifestato grandi interessi.

### Canale del Nicaragua
Gli inglesi erano del resto interessati ad avere uno stato messicano forte e stabile per bloccare l'espansionismo americano a sudovest, ma lo stesso Messico era desideroso di attaccare nuovamente il Texas per vendetta della sconfitta subita. La guerra messico-statunitense portò ad una vasta espansione degli Stati Uniti. La scoperta della presenza di oro in California nel 1848 richiese un accesso più facile alle aree aurifere, oltrepassando Panama per evitare di circumnavigare l'area passando dal Sudamerica. Venne costruita una ferrovia lungo l'istmo di Panama. Il canale del Nicaragua risultò però il passaggio migliore e più salutare e molti uomini d'affari americani riuscirono ad ottenere i permessi necessari sino ad arrivare ad un accordo governativo tra Stati Uniti e Nicaragua. Ad ogni modo gli inglesi erano determinati a bloccare il canale americano e pertanto occuparono alcune zone chiave come ad esempio la costa dei Mosquito sull'Atlantico. Il Partito Whig, a differenza dei Democratici, più bellicosi, voleva una soluzione pacifica al conflitto. I Whig avevano fatto tesoro della lezione inglese sulla monopolizzazione del Mediterraneo col controllo di Gibilterra, senza che vi fossero conflitti, guerre o ostacoli e di conseguenza decisero che un canale doveva essere aperto e rimanere neutrale a tutto il traffico mondiale, senza essere militarizzato. Anche in questo caso gli inglesi si opposero ma Washington e Londra trovarono una soluzione diplomatica al caso. Il trattato Clayton-Bulwer del 1850 garantì eguali diritti a Stati Uniti e Gran Bretagna nel canale di passaggio. Entrambe le nazioni si accordarono per non colonizzare l'America centrale.
L'apertura della ferrovia transcontinentale nel 1869 rese il raggiungimento della California più veloce, meno costoso e più sicuro. Gli americani persero così interesse nel controllo dei canali navali e focalizzarono la loro attenzione nella costruzione delle ferrovie a lunga percorrenza. Gli inglesi, nel frattempo, rivolsero la loro attenzione alla costruzione del canale di Suez in Egitto. Londra mantenne il veto sulla costruzione americana del canale in Nicaragua. Negli anni 1890 i francesi fecero un tentativo di costruire un canale a Panama, ma finì nel nulla a causa di una cattiva gestione del progetto, della corruzione e soprattutto delle malattie mortali diffuse nella zona dei lavori. Verso la fine degli anni 1890 la Gran Bretagna voleva migliorare le relazioni con gli Stati Uniti e acconsentì alla costruzione da parte di questi di un canale, che fosse nel Nicaragua o a Panama. La scelta cadde su Panama. Il trattato Hay–Pauncefote del 1901 sostituì quello Clayton–Bulwer e pose la condizione della neutralità del canale di Panama costruito dagli statunitensi, che aprì nel 1914.

### La guerra civile americana
Nella guerra di secessione americana uno dei principali obbiettivi della Confederazione degli stati del sud fu quello di far entrare in guerra Regno Unito e Francia dalla propria parte, così da riuscire a contrastare l'Unione nordista ed ottenere l'indipendenza. Per l'astuta diplomazia americana, nessuna nazione ebbe l'ardire di riconoscere la Confederazione e la guerra con la Gran Bretagna venne ancora una volta evitata. Ad ogni modo, il sentimento inglese era molto favorevole all'indebolimento degli Stati Uniti al nord ed all'appoggio al sud. All'inizio della guerra la Gran Bretagna pubblicò un proclama di neutralità. Gli stati della Confederazione che avevano dato per scontato che l'Inghilterra sarebbe entrata nel conflitto al loro fianco, decisero autonomamente di privare delle esportazioni di cotone il mercato inglese. La teoria del "King Cotton" fu una delle ragioni per cui i confederati si sentivano di poter vincere la guerra, ma tale teoria ebbe validità unicamente nella loro mente perché in Europa la situazione era ben diversa e l'Inghilterra in particolare aveva reperito altre fonti alternative all'importazione del cotone americano.
L'affare della Trent sul finire del 1861 fu ancora una volta sul punto di causare una guerra tra i due stati. Una nave da guerra della marina statunitense fermò un vascello civile britannico, la RMS Trent, e vi catturò a bordo due diplomatici confederati, James Murray Mason e John Slidell. La Gran Bretagna si preparò alla guerra e chiese il loro immediato rilascio. Il presidente Lincoln rilasciò i diplomatici e l'episodio si concluse pacificamente.
La Gran Bretagna si rese conto che qualsiasi tentativo di riconoscere la Confederazione a sud come uno stato vero e proprio sarebbe stato interpretato come un atto di guerra nei confronti degli Stati Uniti. L'economia britannica era pesantemente dipendente dal commercio con gli Stati Uniti, in particolare per l'importazione di grano a basso costo che, in caso di guerra, gli americani avrebbero certamente tagliato.
Malgrado l'oltraggio e le intense proteste dell'Unione, Londra permise la costruzione della nave CSS Alabama che lasciò i porti inglesi per raggiungere quelli Confederati. La guerra si concluse nel 1865; un arbitrato internazionale nel 1871 condannò l'Inghilterra al pagamento di 15.500.000 di dollari per danni di guerra causati.
Nel gennaio del 1863 Lincoln pubblicò il proclama di emancipazione col quale aboliva la schiavitù, atto fortemente supportato dall'Inghilterra che già trent'anni prima era addivenuta a questa medesima conclusione. Ad ogni modo il governo inglese pensava che l'emancipazione degli schiavi avrebbe creato una vera e propria guerra di razza e che gli inglesi sarebbero stati chiamati ad intervenire sul piano umanitario. Per le scarse capacità della Confederazione, non vi furono scontri particolari.

### La fine del XIX secolo

#### Canada
Le relazioni tra i due paesi continuarono ad essere tese, in particolare al confine col Canada. Dopo la guerra le autorità americane iniziarono a sospettare che i cattolici irlandesi del Canada, detti "Feniani" stessero complottando di invadere il Canada per creare pressioni affinché la Gran Bretagna desse indipendenza all'Irlanda. Il movimento dei feniani collassò per incompetenza dei suoi stessi componenti. I politici americani-irlandesi stavano divenendo i principali rappresentanti del Partito Democratico statunitense ed iniziarono a chiedere sempre più forte l'indipendenza per l'Irlanda seguendo la retorica anti-britannica per accaparrarsi dei voti.
L'arbitrato internazionale delle pretese della CSS Alabama del 1871 portò infine ad una riconciliazione soddisfacente tra Stati Uniti e Regno Unito; gli inglesi pagarono agli Stati Uniti 15.500.000 dollari per i danni causati dalle navi che la marina confederata aveva acquistato da loro. Di fronte alla crescente potenza degli Stati Uniti, l'Inghilterra comprese che il Canada non avrebbe potuto mai essere difeso a sufficienza e pertanto decise di eliminare il rischio di ogni possibile conflitto con gli statunitensi. Il primo ministero di William Gladstone come prima cosa ritirò tutti gli avamposti militari e gli ultimi retaggi di dominio inglese in America settentrionale, mantenendo unicamente la base navale di Halifax, sull'Atlantico. L'idea era quella di costituire il "Dominion of Canada", una colonia che in maniera unitaria potesse inglobare tutti gli ultimi possedimenti britannici nell'America settentrionale.

#### Libero commercio
Il Regno Unito continuò nella sua politica di libero commercio anche quando i suoi principali rivali commerciali, gli Stati Uniti e la Germania, alzarono le tariffe (come accadde anche in Canada). L'industria pesante americana crebbe a dismisura molto più velocemente di quella inglese negli anni '90 dell'Ottocento. Londra, ad ogni modo, rimase il principale centro finanziario del mondo, con investimenti spesso direttamente coinvolgenti l'America.
L'"invasione" economica americana del mercato inglese richiedeva una risposta. Le tariffe, per quanto alte, non vennero imposte sino agli anni '30 del Novecento. L'Inghilterra venne costretta a ripensare al proprio commercio: l'industria di stivali e scarpe conobbe una crescente importazione dal mercato americano, mentre gli americani importarono dall'Inghilterra sempre più macchine per la lavorazione delle scarpe. Le compagnie britanniche realizzarono di dover rivere i loro metodi di produzione, l'uso dei lavoratori e le loro relazioni industriali.

### Dispute sui confini del Venezuela e dell'Alaska

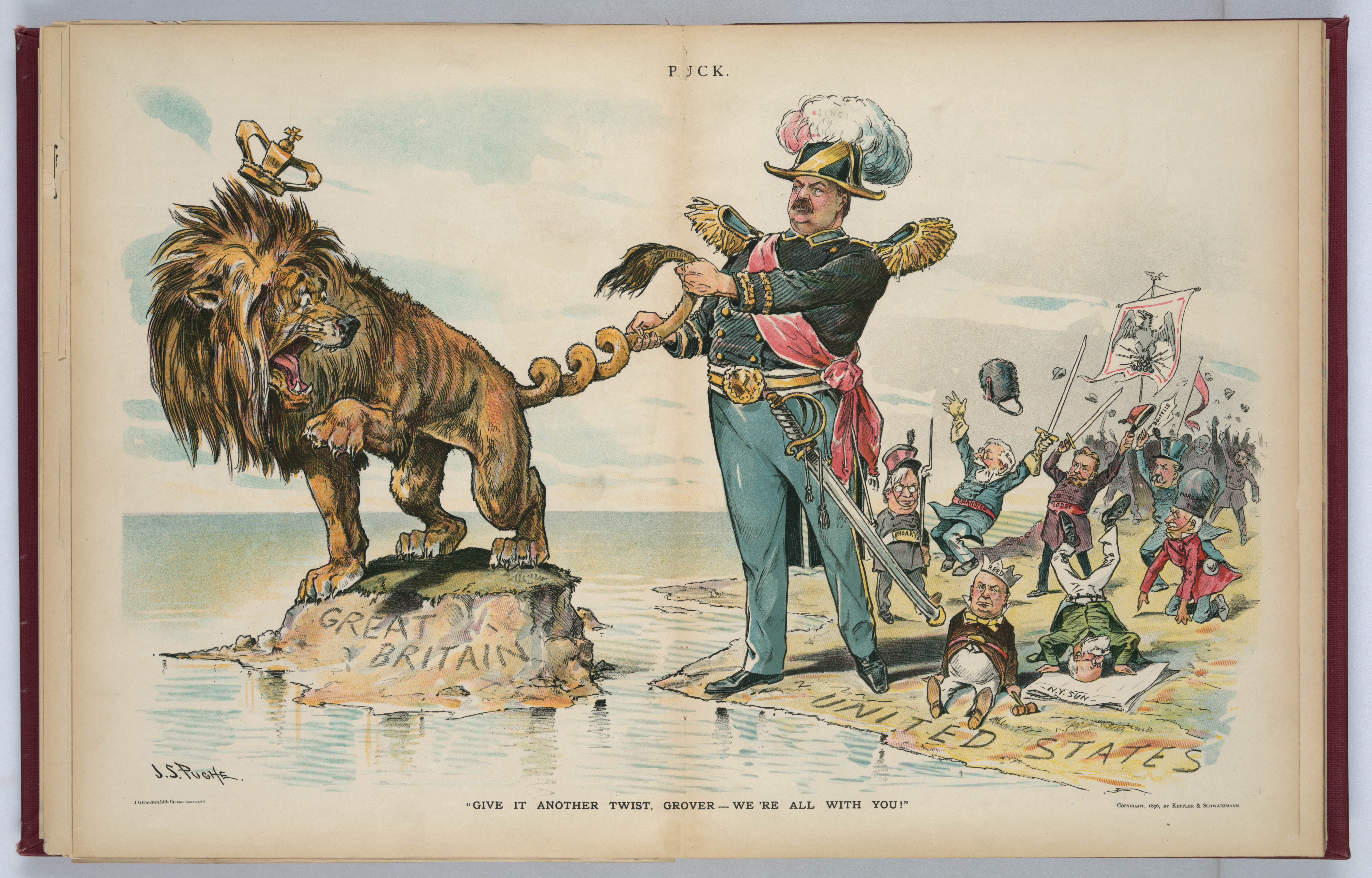
Il presidente Cleveland "lega la coda del leone britannico" sulla questione del Venezuela, politica ispiratagli dai cattolici irlandesi degli Stati Uniti; vignetta del Puck di J.S. Pughe, 1895

Nel 1895 scoppiò una crisi con gli Stati Uniti per il Venezuela. Per una disputa sui confini tra la Guyana britannica ed il Venezuela, si rischiò una nuova crisi tra i due paesi quando gli Stati Uniti presero le parti del Venezuela. La propaganda sponsorizzata dal Venezuela aveva infatti convinto l'opinione pubblica americana che gli inglesi stessero aspettando solo il momento opportuno per fare irruzione nel Venezuela. Gli Stati Uniti chiesero ufficialmente delle spiegazioni di tale terrore, ma il primo ministro Lord Salisbury si rifiutò di darle. La crisi andò oltre quando il presidente Grover Cleveland, citando la dottrina Monroe, inviò all'Inghilterra un ultimatum nel 1895. Il gabinetto di governo di lord Salisbury lo convinse quindi ad affidarsi ad un arbitrato internazionale che alla fine si dimostrò favorevole alla posizione inglese. Salisbury rimase offeso dal ruolo avuto dagli Stati Uniti nella situazione, ma la politica londinese, guidata da Lord Landsdowne, chiedeva a gran voce relazioni più amichevole con gli Stati Uniti. L'essersi schierati con una nazione latinoamericana favorì gli Stati Uniti nel loro rapporto con i paesi dell'emisfero sud dell'America.
Il trattato Olney-Pauncefote del 1897 fu un trattato proposto tra Stati Uniti e Regno Unito che pose fine alle contese tra i due paesi. Malgrado l'appoggio del pubblico e dell'élite di ambo le parti, il trattato venne rigettato dal Senato degli Stati Uniti e pertanto non andò mai ad effetto.
L'arbitrato venne utilizzato come tecnica anche per decidere dei confini tra l'Alaska ed il Canada, esperienza da cui comunque i canadesi uscirono delusi. L'acquisto dell'Alaska nel 1867 aveva disegnato i confini tra Canada e Alaska in maniera piuttosto ambigua. Con la corsa all'oro nello Yukon del 1898, i minatori spesso entravano attraverso l'Alaska ed il Canada chiedevano accesso ai rispettivi porti per comodità. Il Canada rifiutò l'offerta americana di un affitto a lungo termine di un porto americano. Il fatto portò quindi all'arbitrato sulla disputa sui confini dell'Alaska che venne infine risolta nel 1903. La decisione fu favorevole agli Stati Uniti. L'opinione pubblica canadese venne oltraggiata dal fatto che i propri interessi fossero stati sacrificati da Londra per il bene dell'armonia anglo-americana.

### Il Grande Riavvicinamento

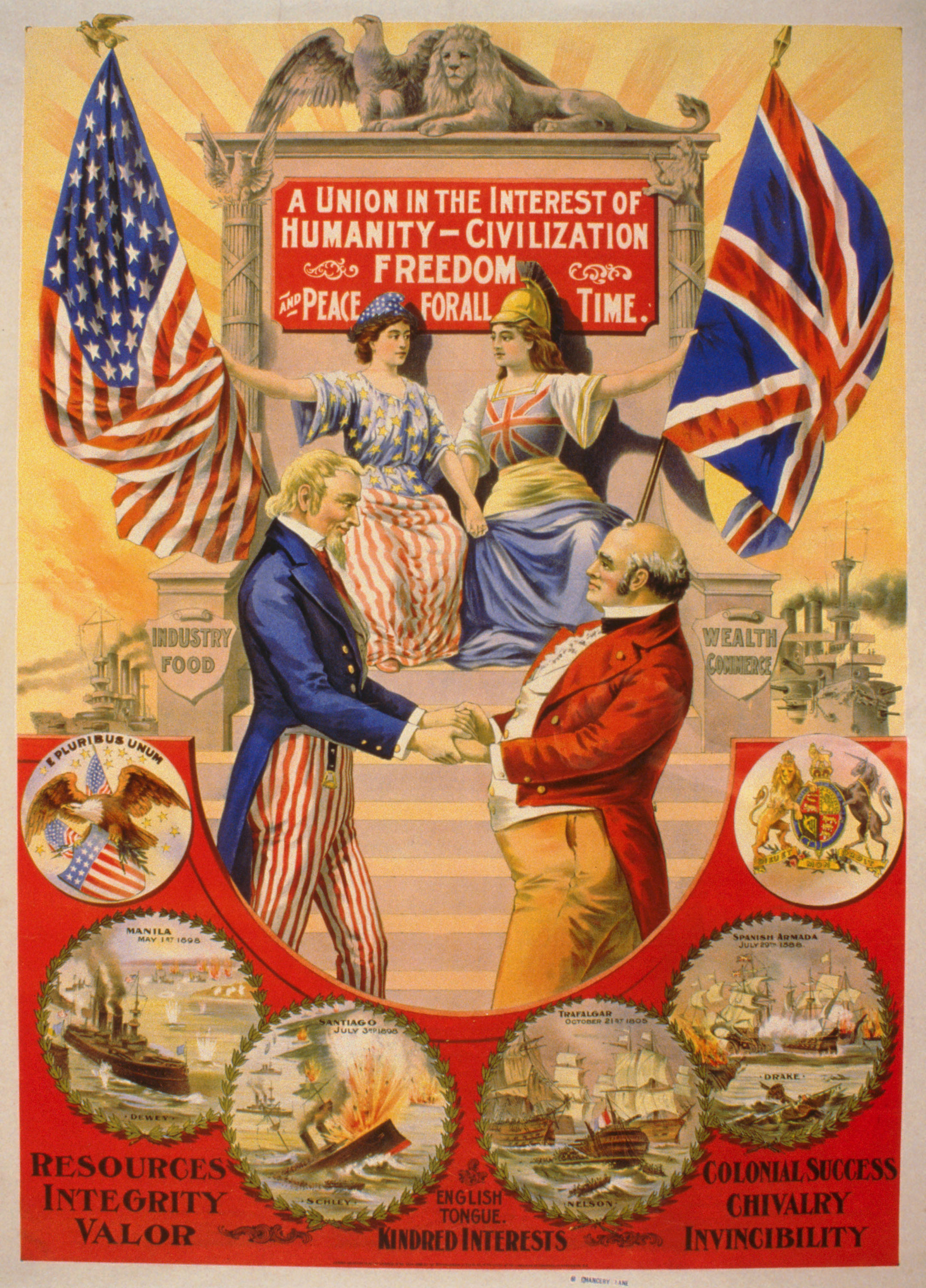
Questa rappresentazione del 1898 del Grande riavvicinamento mostra lo Zio Sam che abbraccia John Bull, mentre la Columbia e la Britannia sedute si danno la mano.

Il Grande riavvicinamento fu la convergenza di obbiettivi sociali e politici comuni tra Regno Unito e Stati Uniti dal 1895 sino all'inizio della prima guerra mondiale nel 1914. Ancora una volta la maggioranza dei cattolici irlandesi statunitensi chiedevano l'indipendenza per l'Irlanda, assumendo occasionalmente una retorica anti-inglese, in particolare durante le elezioni.
Uno dei segni più tangibili del miglioramento delle relazioni durante il Grande Riavvicinamento furono le azioni inglesi durante la guerra ispano-americana (iniziata nel 1898). Inizialmente il Regno Unito diede il proprio supporto all'Impero spagnolo ed al suo governo coloniale su Cuba, dal momento che percepiva la minaccia dell'occupazione americana dell'isola come una minaccia agli interessi commerciali ed economici inglesi nell'area. Ad ogni modo, dopo che gli Stati Uniti ebbero assicurato l'indipendenza a Cuba (che avvenne effettivamente nel 1902 sotto i termini dettati dall'emendamento Platt), gli inglesi abbandonarono questa politica e si schierarono con gli Stati Uniti, mentre gran parte delle altre potenze europee continuarono a sostenere la Spagna. In cambio, il governo degli Stati Uniti supportò la Gran Bretagna nella guerra boera, anche se molti americani erano favorevoli ai boeri.
La vittoria della guerra ispano-americana diede agli Stati Uniti il loro impero coloniale. Questo nuovo status venne dimostrato nel 1900–01, quando Stati Uniti e Gran Bretagna, come parte dell'Alleanza delle otto nazioni, soppressero insieme la rivolta dei Boxer e mantennero le concessioni (colonie) straniere volute dalla dinastia Qing in Cina.
Un blocco navale di diversi mesi (tra il 1902 ed il 1903) imposto al Venezuela da Regno Unito, Germania e Italia sul rifiuto del presidente Cipriano Castro di pagare i debiti e i danni sofferti dai cittadini europei nella recente guerra civile locale. Castro prese ad esempio la dottrina Monroe e chiese pertanto agli Stati Uniti di evitare l'intervento militare europeo, ma il presidente Theodore Roosevelt si oppose, ma sapeva che l'arrivo di forze europee nell'area avrebbe potuto portare ad una nuova penetrazione coloniale. Il presidente americano pertanto persuase le nazioni del blocco a giungere ad un compromesso, ma mantenne comunque il blocco commerciale durante i negoziati.
Nel 1907–1909, il presidente Theodore Roosevelt inviò la "Great White Fleet" in un giro interno al mondo per dimostrare la potenza navale raggiunta dagli Stati Uniti.

### La prima guerra mondiale

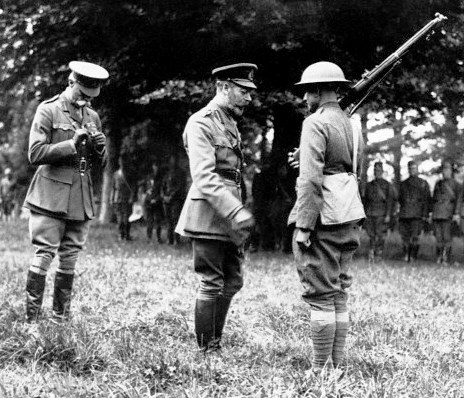
Un soldato americano viene insignito di un'onorificenza da re Giorgio V del Regno Unito.

Gli Stati Uniti mantennero una politica strettamente neutrale per concentrarsi sulla loro politica economica di importazioni ed esportazioni verso ogni paese. La Germania era impossibilitata alle importazioni per il blocco navale impostole dalla Gran Bretagna.
L'opinione pubblica americana era contraria alla Germania, in particolare dopo le atrocità compiute in Belgio nel 1914 e dopo l'affondamento del RMS Lusitania nel 1915. I tedeschi americani e gli irlandesi americani chiedevano di rimanere al di fuori del conflitto, ma i due gruppi iniziarono a venire posti in secondo piano dalla politica nazionale. I tedeschi in patria avevano iniziato una nuova politica per lo sviluppo di armi sottomarine a partire dal 1917 per fronteggiare una possibile guerra contro gli Stati Uniti e la loro marina nell'Atlantico. L'invito rivolto dalla Germania al Messico ad entrare in guerra nello schieramento tedesco (e quindi contro gli Stati Uniti) tramite il telegramma Zimmermann fu la goccia che fece traboccare il vaso, e gli Stati Uniti decisero infine di entrare nel conflitto nell'aprile del 1917. La missione Balfour nell'aprile e nel maggio di quello stesso anno tentò di promuovere la cooperazione tra Regno Unito e Stati Uniti. Gli americani pianificarono di inviare denaro, rifornimenti e munizioni in Inghilterra, ma ben presto divenne chiaro che avrebbero dovuto impiegare soprattutto uomini nel conflitto per risolvere il conflitto sul fronte occidentale.
Gli Stati Uniti inviarono due milioni di soldati in Europa al comando del generale John J. Pershing, anche se ormai la guerra era quasi terminata. Molte delle forze alleate erano scettiche sulla competenza del corpo di spedizione americano. Dall'estate del 1918, i doughboy americani arrivavano a 10.000 al giorno e le forze tedesche ormai diminuivano.
La prima conferenza tra i due paesi ebbe luogo a Londra sul finire del 1918, tra Wilson ed il primo ministro David Lloyd George. In realtà ebbe ben poco successo dal momento che Wilson non si fidava di Lloyd George e Lloyd George riteneva che il presidente americano fosse eccessivamente moralistico. I due lavorarono invece insieme nella Conferenza di pace di Parigi del 1919 tra le quattro principali potenze coinvolte nel conflitto. Essi si preoccuparono di moderare le richieste del primo ministro francese Georges Clemenceau per rendere inoffensiva la neonata Repubblica di Weimar. Lloyd George disse successivamente che stare seduto tra il presidente americano ed il primo ministro francese era come "stare seduto tra Gesù Cristo e Napoleone".

### Gli anni tra le due guerre
Tra gli anni '20 e '30 del Novecento, il livello di mutua ostilità tra Stati Uniti e Regno Unito fu moderatamente alto. I diplomatici inglesi dimostrarono in più occasioni di avere poca fiducia negli Stati Uniti. Il risultato fu il rifiuto degli americani nella Lega delle Nazioni e la replica di Roosevelt fu l'immediato ritiro degli Stati Uniti dalla conferenza economica di Londra del 1933, tutt'altro che intenzionato ad appianare i debiti di guerra inglesi coi fondi monetari americani; oltre a questo vi fu il mancato fallimento dell'invasione giapponese della Manciuria nel 1933 e l'innalzamento delle tariffe commerciali verso l'America]. In entrambi i paesi, l'isolazionismo iniziò a farsi strada. Sul fronte americano, il pubblico era contrario e temeva l'imperialismo britannico e le se restrizioni al commercio statunitense, visto il crudele trattamento riservato all'India. La comunità irlandese-americana covava ancora del risentimento. Lo stesso Roosevelt si disse più volte ostile all'imperialismo inglese degli anni '30 del XX secolo.
Malgrado il tono di ostilità, il governo inglese dovette rendersi conto che in quel momento gli Stati Uniti erano divenuti una grande potenza internazionale e che erano divenuti sempre più uno dei cardini della politica estera dell'Inghilterra che avrebbe quindi avuto tutti gli interessi a "coltivare relazioni più strette con gli Stati Uniti". Come risultato, l'Inghilterra decise di non rinnovare la propria alleanza miliare col Giappone, potenza quest'ultima che stava divenendo il principale rivale degli Stati Uniti nel Pacifico.
Gli Stati Uniti sponsorizzarono personalmente la fruttuosa conferenza navale di Washington del 1922 che pose fine alla corsa agli armamenti navali per un decennio. La crescita del potere navale americano nel 1916-1918 segnò la fine della superiorità della Royal Navy, eclissata dai risultati del trattato navale di Washington del 1922. Dal 1932, il trattato siglato nel 1922 non venne più rinnovato e pertanto Stati Uniti e Gran Bretagna si ritrovarono a concorrere nella corsa agli armamenti navali.
Nel 1924 il diplomatico Esmé Howard fece ritorno a Washington come ambasciatore. Inizialmente confuso dallo stile eccentrico del presidente Calvin Coolidge, Howard col tempo divenne uno degli amici più intimi del presidente, cercando di raggiungere accordi concilianti per problemi comuni come ad esempio il Trattato dei liquori del 1924 che diminuì le frizioni sul contrabbando. Washington dal canto suo si era detta particolarmente soddisfatta della fine dell'alleanza tra Gran Bretagna e Giappone. Entrambe le nazioni si dichiararono soddisfatte nel 1923 di aver raggiunto un accordo sui debiti contratti durante il primo conflitto mondiale: Londra rinegoziò la somma di 978.000.000 di sterline di debito nei confronti degli Stati Uniti promettendo pagamenti regolari di 34.000.000 di sterline all'anno per dieci anni e 40.000.000 di sterline per i successivi 52 anni. L'idea proposta dagli Stati Uniti fu quella di prendere i soldi dalla Germania che a sua volta doveva dei danni di guerra alla Gran Bretagna, la quale avrebbe così potuto pagare i suoi debiti con gli Stati Uniti. Nel 1931 i debiti della Germania ad ogni modo risultarono tutti saldati e nel 1932 la Gran Bretagna sospese i propri pagamenti agli Stati Uniti, fatto che cusò dei problemi. Il debito inglese venne infine ripagato dopo il 1945.
Venne fondata la Società delle Nazioni, ma il presidente Wilson si rifiutò di negoziare coi sostenitori repubblicani della Lega i quali sostenevano che la Lega potesse costringere gli Stati Uniti ad entrare in una guerra dichiarata dalla Lega senza l'approvazione del Congresso o del presidente americano. Il trattato di Versailles venne rifiutato dal senato americano. Gli Stati Uniti non entrarono nella Lega, lasciando Gran Bretagna e Francia a dominare l'organizzazione. In ogni caso, essa ebbe ben poco spazio d'azione perché nel 1945 venne soppiantata dalle Nazioni Unite, in gran parte disegnate da Roosevelt e dal suo staff, dove sia Gran Bretagna che Stati Uniti erano potenze con diritto di veto.
Coolidge rimase impressionato dal successo della conferenza navale di Washington del 1921-1922 al punto da richiedere una seconda conferenza internazionale nel 1927 con l'obbiettivo di porre il tonnellaggio delle navi da guerra sotto i 10.000. La conferenza si riunì questa volta a Ginevra, ma fallì nei propri obbiettivi in quanto la Francia si rifiutò di partecipare e gran parte dei delegati erano ammiragli che non volevano porre limiti alle loro flotte nazionali. Coolidge inviò i propri ammiragli, ma il presidente Hoover non lo fece e nel 1930 richiese un nuovo accordo navale con la Gran Bretagna. Un secondo summit ebbe luogo tra il presidente Herbert Hoover ed il primo ministro Ramsay MacDonald negli Stati Uniti nel 1929. Entrambi erano seriamente devoti alla pace, e l'incontro in realtà verté più che altro sulle limitazioni degli armamenti e sull'applicazione del patto Briand-Kellogg sottoscritto nel 1928. Uno dei risultati di questo incontro fu il trattato navale di Londra del 1930 che continuò le limitazioni agli armamenti tra le principali potenze come voluto nel 1922.
Durante la Grande depressione che iniziò alla fine del 1929, gli Stati Uniti erano preoccupati dei loro affari interni e della ripresa dell'economia, dando sfogo quindi ad una politica isolazionista. Quando gli Stati Uniti innalzarono le loro tariffe commerciali, gli inglesi risposero alzando anche loro le tariffe per i paesi esteri (tra cui appunto gli Stati Uniti), dando preferenza a quelli aderenti al Commonwealth. Gli Stati Uniti chiesero nel 1946 la fine di queste preferenze particolari in cambio di prestiti consistenti in denaro.
Il commercio tra Stati Uniti e Regno Unito si ridusse da 848.000.000 di dollari del 1929 a 288.000.000 di dollari nel 1932, un declino di quasi due terzi (66%).
Quando la Gran Bretagna nel 1933 richiese una conferenza internazionale per risolvere il problema della depressione, il presidente Franklin D. Roosevelt si rifiutò di cooperare.
Le tensioni sulla questione irlandese avevano portato all'indipendenza dell'Irlanda nel 1922. Gli irlandesi americani avevano raggiunto il loro obbiettivo e nel 1938 il loro capo, Joseph P. Kennedy, venne nominato ambasciatore statunitense a Londra. Egli seppe muoversi molto bene nell'alta società londinese facendo maritare sua figlia nell'aristocrazia locale. Kennedy supportò la politica di Neville Chamberlain nei confronti della Germania, e quando la guerra iniziò consigliò Washington di tenere presente che le prospettive di sopravvivenza della Gran Bretagna nel conflitto erano molto basse. Quando Winston Churchill andò al potere in Inghilterra nel 1940, Kennedy perse tutta la sua influenza sia su Londra che su Washington.

### La seconda guerra mondiale
Anche se molti americani erano favorevoli alla Gran Bretagna durante la guerra contro la Germania nazista, vi fu una sostanziale opposizione all'intervento americano in Europa. Questo si rifletté in una serie di leggi di neutralità ratificate dal Congresso degli Stati Uniti nel 1935, 1936 e 1937. Ad ogni modo la politica del presidente Roosevelt di cash and carry permetteva ancora alla Gran Bretagna ed alla Francia di ordinare munizioni dagli Stati Uniti per i propri eserciti.

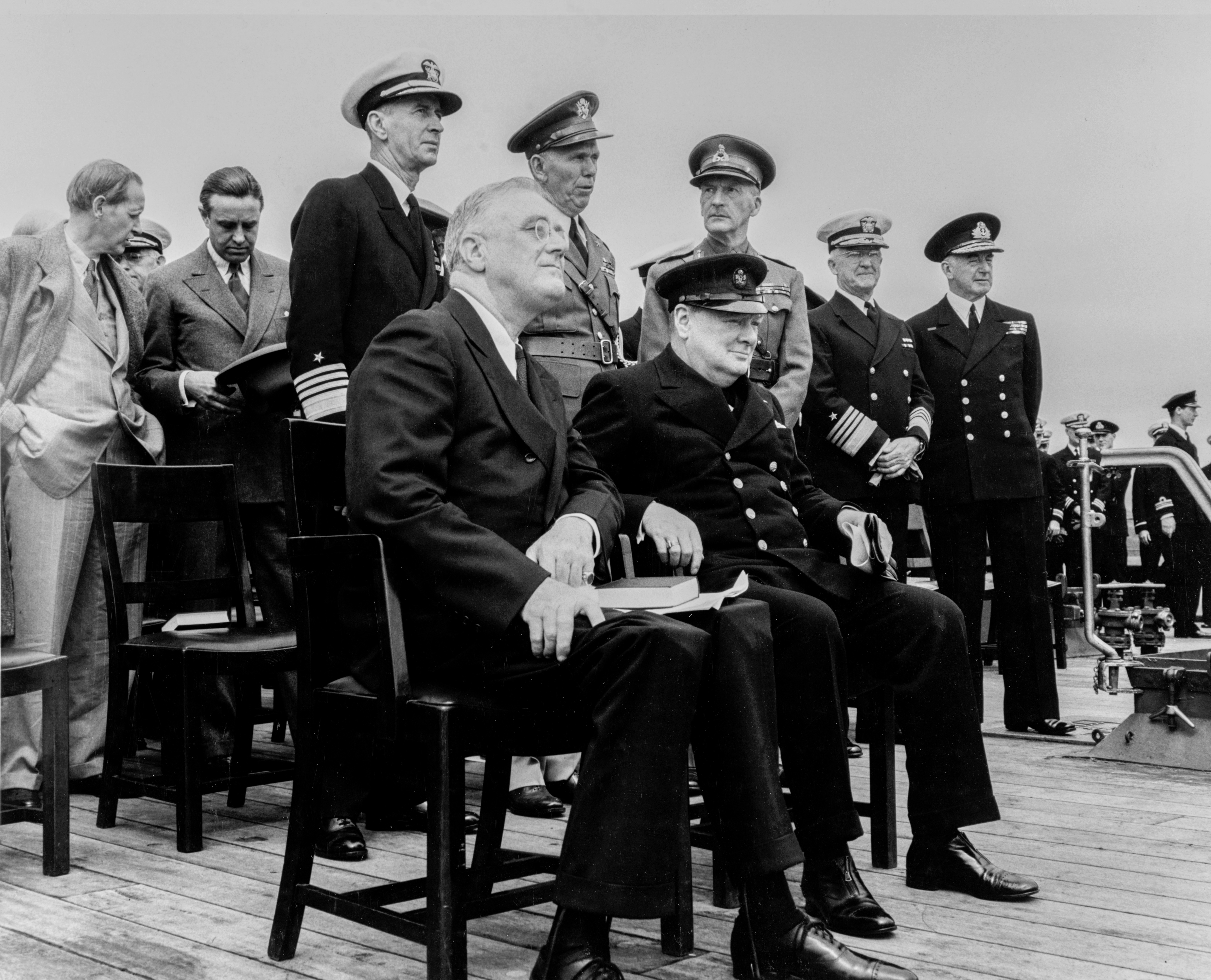
Roosevelt e Churchill firmano la Carta Atlantica nell'agosto del 1941

Winston Churchill, da lungo tempo oppositore della Germania nazista, divenne primo ministro dopo che la politica del suo predecessore, Neville Chamberlain, era completamente collassata e la Gran Bretagna non era stata in grado di prevenire l'invasione tedesca della Norvegia nell'aprile del 1940. Dopo la caduta della Francia nel giugno del 1940, Roosevelt diede dapprima alla Gran Bretagna e (dopo il giugno del 1941) all'Unione Sovietica, tutti gli aiuti necessari alla guerra. Con l'accordo siglato nel settembre del 1940, vennero concesse agli Stati Uniti l'uso libero di un gran numero di accampamenti e basi aeree in tutto l'Impero britannico per i successivi 99 anni in cambio della concessione di 50 distruttori dalla marina statunitense. Iniziando dal marzo del 1941, gli Stati Uniti iniziarono a fornire carri armati, aeroplani, munizioni, bombe, cibo e rifornimenti medici ai paesi alleati nella guerra. La Gran Bretagna da sola ricevette 31,4 dei 50,1 miliardi di dollari dati agli Alleati. Roosevelt insistette nell'evitare il problema creatosi durante la prima guerra mondiale sotto la presidenza di Wilson, dando perciò aiuti senza avere pretese, ma nell'interesse collettivo. I prestiti concessi furono rapidi nelle concessioni, a basso tasso e della durata massima di 50 anni.
A partire dall'agosto del 1941, Churchill e Roosevelt si incontrarono nel territorio inglese, venne annunciata la Carta Atlantica, un documento fondamentale siglato da tutte le forze alleate che portò poi alla formazione delle Nazioni Unite. Poco dopo l'attacco di Pearl Harbor, Churchill trascorse diverse settimane a Washington con lo staff statunitense per stilare una strategia da presentare alla Conferenza di Arcadia. Ne derivò uno staff militare combinato per una strategia comune nella guerra che diede i propri frutti di lì a pochi anni.
La collaborazione tecnica si spinse anche oltre, con la condivisione tra i due paesi di segreti militari e armi, oltre all'uso dei radar, dei codici nazisti e della formula della bomba atomica.
Milioni di soldati americani vennero messi di base in Gran Bretagna, ma questi venivano pagati cinque volte di più dei soldati inglesi il che portò a delle frizioni locali, in particolare nel caso di matrimoni tra soldati americani e donne inglesi.
Nel 1945 la Gran Bretagna inviò una parte della flotta britannica a dare assistenza alla programmata invasione del Giappone da parte degli Stati Uniti, ma essa venne cancellata quando le forze del Giappone si accordarono per la resa incondizionata nell'agosto di quello stesso anno.

#### India
Serie tensioni si manifestarono quando gli americani chiesero agli inglesi la piena indipendenza dell'India, una proposta a cui Churchill si oppose veementemente. Per anni Roosevelt aveva incoraggiato la politica inglese in questa direzione, opponendosi con lo spirito costituzionale americano a ogni forma di colonialismo e, meno manifestamente, per dare agli Stati Uniti un ruolo primario nell'epoca post-coloniale. Nel 1942 quando il Partito del Congresso lanciò il movimento "Quit India", le autorità inglesi immediatamente arrestarono dieci dei migliaia di attivisti (tra cui Mahatma Gandhi). Nel frattempo, l'India era divenuta una delle principali basi aeree degli americani per dare aiuto alla Repubblica di Cina (1912-1949). Churchill minacciò di dimettersi se Roosevelt si fosse spinto troppo oltre con questa politica e pertanto Roosevelt decise di fare marcia indietro.

### Il Piano Marshall (1948-1952)
Nella primavera del 1949 la Banca d'Inghilterra diramò istruzioni a tutte le banche inglesi circa delle restrizioni sulla conversione in oro delle sterline per ogni barile di petrolio acquistato. Questo atto risultò particolarmente svantaggioso per la Arabian American Oil Company (ARAMCO), per la Standard Oil of New Jersey e per la Socony che erano state oggetto di concessioni particolari dall'Arabia Saudita ed ora si trovavano nel bel mezzo dell'embargo commerciale voluto da Londra. La Gran Bretagna svalutò la propria moneta nel settembre del 1949 e ridusse così il cambio verso il dollaro. Inglesi e statunitensi alla fine raggiunsero un accordo che permetteva alle compagnie americane di vendere il petrolio ricavato in Arabia Saudita anche nell'area di circolazione della sterlina a prezzi più modici.

### La guerra fredda
Dopo la guerra la Gran Bretagna si trovò nel bel mezzo di una crisi finanziaria senza precedenti, mentre gli Stati Uniti affrontarono un periodo di boom economico. Il processo di decolonizzazione accelerò con l'indipendenza garantita dall'Inghilterra a India, Pakistan e Ceylon (attuale Sri Lanka) nel 1947. Il governo inglese, guidato dal partito laburista, allarmato dalla minaccia comunista nei Balcani, implorò agli Stati Uniti di prendere le parti dell'Inghilterra nella guerra civile greca, che portò alla dottrina Truman nel 1947, con finanziamenti in denaro e aiuti militari alla Grecia ed alla Turchia quando la Gran Bretagna si ritirò da quelle regioni.
Gli Stati Uniti provvedettero con aiuti finanziari grazie al prestito anglo-americano del 1946, con un prestito di 50 anni al tasso del 2% a partire dal 1950. Una soluzione più immediata fu la stesura del piano Marshall del 1948–51, che portò 13.000.000.000.000 di dollari nell'Europa occidentale, di cui 3.300.000.000.000 in Gran Bretagna per aiutarla nella modernizzazione delle proprie infrastrutture.
La necessità di formare un fronte comune contro la minaccia sovietica spinse gli Stati Uniti e la Gran Bretagna ad aiutare la formazione della NATO con i propri alleati europei. La NATO si costituì quindi come mutua difesa dagli attacchi da parte di un membro nei confronti anche di un solo membro della medesima organizzazione.
Gli Stati Uniti manifestarono uno spiccato sentimento anti-coloniale e anti-comunista durante tutto il periodo della Guerra Fredda. Le forze militari degli Stati Uniti e del Regno Unito vennero entrambe pesantemente coinvolte nella Guerra di Corea, combattendo sotto un mandato delle Nazioni Unite, sino al 1953. In quello stesso anno le intelligence inglese e statunitense collaborarono insieme e pianificarono il colpo di Stato iraniano del 1953.
Nel 1954 l'esercito statunitense aiutò quello francese al picco della battaglia di Dien Bien Phu. La pianificata Operazione Vulture si proponeva di pianificare un assalto aereo per opporsi alle forze comuniste di Viet Minh, asserragliate nelle loro posizioni. Il presidente Dwight Eisenhower desiderava fare in modo che la partecipazione americana al conflitto fosse legata a quella inglese come supporto, ma il segretario per gli esteri sir Anthony Eden si oppose e la Vulture venne annullata. Con la caduta di Dien Bien Phu il segretario di Stato statunitense John Foster Dulles perse la propria influenza. Lasciò la Conferenza di Ginevra del 1954 alla volta degli Stati Uniti per non dare un'associazione diretta tra gli Stati Uniti ed i negoziati che portarono alla formazione della Repubblica Democratica del Vietnam.
Quando nell'ottobre del 1956 scoppiò la crisi di Suez, gli Stati Uniti temevano una nuova guerra dopo che l'Unione Sovietica aveva minacciato di schierarsi con gli egiziani. Per questo gli Stati Uniti incoraggiarono col loro appoggio il Regno Unito, Israele e la Francia a porre fine alla loro invasione dell'Egitto. Il debito pubblico postbellico inglese era così alto che le sanzioni derivate dal conflitto avrebbero causato una svalutazione della sterlina senza precedenti e questo era un fatto che lo stesso governo inglese voleva evitare a tutti i costi. L'anno successivo sir Anthony Eden si dimise dalla propria carica.
La cooperazione anglo-americana durante la presidenza di Eisenhower fu turbolenta, culminando nel 1956 quando le relazioni tra le due potenze erano al minimo storico dagli anni '20.

### Gli anni '60 del Novecento
Attraverso l'accordo di mutua difesa tra Stati Uniti e Regno Unito siglato nel 1958, gli Stati Uniti assistettero il Regno Unito nel suo sviluppo di un proprio armamento nucleare. Gli inglesi ad ogni modo non erano finanziariamente in grado di sviluppare un proprio sistema di armi nucleari da soli. Nell'aprile del 1963, il Polaris Sales Agreement consentì la vendita di missili balistici UGM-27 Polaris alla Royal Navy a partire dal 1968.
L politica americana di limitazione e resistenza militare al comunismo, e la Guerra del Vietnam divennero il principale campo di battaglia degli anni '50 tra i due paesi. Harold Wilson, primo ministro inglese dal 1964 al 1970, credeva in una forte "relazione speciale" e voleva rafforzare a tutti i costi i rapporti con la Casa Bianca. Il presidente americano Lyndon B. Johnson non amava Wilson, e ignorò costantemente ogni sua proposta di relazioni "speciali". Si accordò per provvedere un aiuto finanziario che però avrebbe comportato l'eccessiva svalutazione della sterlina a cui gli inglesi si opposero. Il Vietnam divenne un punto chiave delle relazioni anglo-americane. Il coinvolgimento militare americano si fece più forte in Vietnam dopo il 1964, Johnson ripetutamente chiese alla Gran Bretagna di supportare l'intervento americano nel conflitto con proprie truppe. Per tutta risposta, Wilson non inviò mai delle truppe, ma operò tramite l'intelligence e la formazione adeguata delle truppe americane per la guerra nella giungla oltre a garantire un supporto verbale. Egli prese inoltre iniziative per mediare, ma senza successo. La politica di Wilson divise il partito laburista; l'opposizione conservatrice era generalmente favorevole alla posizione americana in Vietnam anche se la politica estera contava ben poco nelle elezioni nazionali dell'epoca.

### Gli anni '70 del Novecento
Edward Heath (primo ministro 1970-74) e Richard Nixon (presidente 1969-74) mantennero una stretta collaborazione nelle loro relazioni. Heath deviò la propria politica da quella dei suoi predecessori appoggiando la decisione di Nixon di bombardare Hanoi e Haiphong in Vietnam nell'aprile del 1972. Ad ogni modo, le relazioni si deteriorarono durante i primi anni '70. Heath insisteva nell'utilizzare la frase "relazioni naturali" al contrario di "relazioni speciali" per riferirsi alle relazioni anglo-americane, ben conscio delle similitudini storiche e culturali tra i due paesi e bene attento a non eccedere con esse. Heath era determinato a restaurare una sorta di equità nelle relazioni anglo-americane che gli Stati Uniti nel tempo avevano finito per dominare a livello politico, economico e militare nell'era post-coloniale.
Heath rinnovò l'invito ad ammettere la Gran Bretagna nella Comunità Economica Europea (CEE) e questo portò a nuove tensioni tra Regno Unito e Stati Uniti. Il presidente francese Charles De Gaulle, che credeva che l'entrata degli inglesi avrebbe permesso l'influenza americana sull'organizzazione, aveva posto il veto sull'ingresso dell'Inghilterra nel gruppo. La proposta finale di Heath beneficiò delle vedute più moderate di Georges Pompidou, successore di De Gaulle come presidente francese. L'amministrazione Nixon vide questa mossa come la possibilità di riprendere i legami con l'Europa continentale. Dopo l'ammissione della Gran Bretagna nella CEE nel 1973, Heath confermò ciò che De Gaulle temeva facendo presente che avrebbe discusso le proprie proposte politiche in Europa con gli Stati Uniti. Contemporaneamente Heath avviò discussioni di partnership nucleare con la Francia, ma nel contempo richiese agli Stati Uniti qualcosa in cambio per l'uso di infrastrutture militari e collegamenti di intelligence inglesi nel mondo. In cambio, Nixon ed il suo segretario di Stato Henry Kissinger, cercarono a questo punto di restaurare l'influenza politica dell'America in Europa implementando gli accordi della NATO. I membri dell'amministrazione Heath, incluso Heath stesso, guardarono con derisione a queste proposte.
Nel 1973 ufficiali inglesi e americani si erano scontrati nella direzione della guerra dello Yom Kippur tra arabi e israeliani. Mentre l'amministrazione Nixon voleva incrementare da subito gli aiuti militari ad Israele, Heath mantenne una sostanziale neutralità inglese nel conflitto e l'Inghilterra impose un embargo commerciale a tutti i combattenti, il che andò a colpire soprattutto gli israeliani che non furono in grado di ottenere dall'estero preziosi carri armati. I disaccordi anglo-americani si intensificarono con la decisione unilaterale di Nixon di elevare le forze americane presenti nelle basi britanniche, allo status di DEFCON 3 dal 25 ottobre di quell'anno in risposta ai recenti avvenimenti.
Il 23 luglio 1977 responsabili inglesi e statunitensi rinegoziarono i principi del Bermuda I Agreement, e siglarono il Bermuda II Agreement che venne poi rimpiazzato solo 30 anni dopo dal EU-US Open Skies Agreement, firmato il 30 aprile 2007 ed entrato in vigore il 30 marzo 2008.

### Gli anni '80 del Novecento

Ronald Reagan con l'alleata e amica personale Margaret Thatcher nel febbraio del 1985

Negli anni '80 Margaret Thatcher fu una delle principali sostenitrici della politica di Ronald Reagan nei confronti dell'Unione Sovietica. Spesso descritti come le "anime delle relazioni speciali", Reagan e Thatcher si incontrarono molte volte nel corso della loro carriera politica, spesso parlando congiuntamente per confrontarsi col premier sovietico Mikhail Gorbachev. Durante la guerra russo-afghana, gli inglesi supportarono i militari statunitensi e diedero aiuto finanziario ai mujaheddin anti-comunisti durante l'Operazione Cyclone.
Nel 1982, il governo britannico fece una richiesta agli Stati Uniti che gli americani apprezzarono per principio, vendendo loro l'equipaggiamento balistico nucleare UGM-133 Trident II da usare su quattro sottomarini nucleari in dotazione alla Royal Navy. Il Trident II D5 andò a rimpiazzare il precedente missile UGM-27 Polaris, sempre di fabbricazione americana.
Nella Guerra delle Falklands del 1982, gli Stati Uniti inizialmente tentarono di mediare tra Regno Unito e Argentina, ma alla fine supportarono la contro-invasione inglese. Gli Stati Uniti rifornirono le forze armate britanniche degli equipaggiamenti necessari e del supporto logistico richiesto.
Nell'ottobre del 1983, gli Stati Uniti e la Organisation of Eastern Caribbean States presero parte all'Operazione Urgent Fury, l'invasione dell'isola inglese di Grenada a seguito di un colpo di Stato marxista. I paesi vicini nella medesima regione chiesero agli Stati Uniti di intervenire militarmente, cosa che avvenne malgrado il profondo risentimento del governo inglese.
Il 15 aprile 1986, gli Stati Uniti sotto il presidente Reagan lanciarono l'Operazione El Dorado Canyon, un bombardamento di Tripoli e Bengasi in Libia, partendo da basi della Royal Air Force in Inghilterra col permesso del primo ministro Thatcher. L'operazione era un contrattacco statunitense in risposta al terrorismo di Stato appoggiato dalla Libia e diretto contro civili americani, sotto la guida di Muʿammar Gheddafi, in particolare con l'azione del bombardamento della discoteca West Berlin del 1986.
Il 21 dicembre 1988, il volo Pan Am 103, partito dall'aeroporto di Londra-Heathrow e diretto al Kennedy di New York esplose sopra la città scozzese di Lockerbie, uccidendo 169 americani e 40 inglesi a bordo. Il motivo venne genericamente attribuito ad un attentato ascrivibile alla Libia ed in particolare alle contese che questa aveva avuto con gli Stati Uniti. Malgrado il verdetto di colpevolezza emesso dal 31 gennaio 2001 dall'alta corte di giustizia della Scozia contro Abd el-Basset Ali al-Megrahi, la Libia non ammise mai di aver compiuto l'attentato sino al 2003.
Nel corso della guerra russo-afghana, gli Stati Uniti ed il Regno Unito concessero armi ai ribelli mujaheddin in Afghanistan sino al ritiro completo delle forze dell'Unione Sovietica nel febbraio del 1989.

### Il periodo successivo alla Guerra Fredda
Quando gli Stati Uniti divennero la sola superpotenza mondiale dopo lo scioglimento dell'Unione Sovietica, nuove minacce emersero contro gli Stati Uniti ed i loro alleati della NATO. Nell'agosto del 1990 e nel gennaio del 1991, gli Stati Uniti, seguiti a distanza dalla Gran Bretagna, prepararono due grandi forze militari ciascuna per liberare il Kuwait dal regime di Saddam Hussein durante la Guerra del Golfo.
Nelle elezioni generali del 1997, il partito laburista britannico venne eletto al governo per la prima volta in diciotto anni. Il nuovo primo ministro, Tony Blair, ed il presidente americano Bill Clinton, entrambi utilizzarono l'espressione "Third Way" per descrivere le loro ideologie comuni di centro-sinistra. Nell'agosto del 1997, il popolo americano espresse solidarietà al popolo inglese per l'improvvisa e tragica morte della principessa Diana nell'incidente automobilistico a Parigi.
Tra il 1998 ed il 1999, gli Stati Uniti e la Gran Bretagna inviarono delle truppe per una missione di pace nella guerra del Kosovo.

### Guerra al terrorismo e Guerra d'Iraq

Tony Blair e George W. Bush si stringono la mano dopo la conferenza stampa congiunta nella East Room della Casa Bianca il 12 novembre 2004.

67 furono gli inglesi che risultarono tra le 2977 vittime degli attacchi terroristici al World Trade Center di New York, al Pentagono ad Arlington e presso Shanksville, in Pennsylvania, l'11 settembre 2001, orchestrati dall'organizzazione terroristica di Al Qaida. A seguito degli attentati dell'11 settembre 2001, vi furono diverse dimostrazioni di simpatia tra Regno Unito e popolo americano, e Tony Blair fu uno dei più strenui sostenitori di George W. Bush nel consegnare gli aderenti di al Qaida ed i talebani alla giustizia. Blair, ad ogni modo, divenne particolarmente noto per i suoi discorsi, ricevendo due standing ovation dai membri del Congresso americano. Durante il medesimo discorso al Congresso, il presidente Bush disse che "l'America non ha amico più fidato della Gran Bretagna".
Gli Stati Uniti dichiararono guerra al terrorismo a seguito di questi attacchi. Gli inglesi presero parte alla guerra in Afghanistan con le forze della NATO. Blair aderì all'operazione (sull'opposizione di Francia, Canada, Germania, Cina e Russia) e propugnò l'invasione dell'Iraq nel 2003. Ancora una volta la Gran Bretagna venne supportata dagli Stati Uniti nell'inviare forze in Iraq. Entrambi ritirarono le loro forze congiuntamente nel 2011. Il presidente Bush ed il primo ministro Blair si diedero supporto reciproco nel vincere le pressioni che in patria e dall'estero provenivano alle loro azioni. Durante questo periodo il segretario di Stato Donald Rumsfeld disse che l'"America non ha miglior alleato del Regno Unito".
Gli attentati di Londra del 7 luglio 2005 enfatizzarono la differenza nella natura della minaccia terroristica ad entrambe le nazioni. Gli Stati Uniti si concentrarono essenzialmente su nemici globali come ad esempio la rete di Al Qaida e gli estremisti islamici del Medio Oriente. I bombardamenti londinesi, invece, ebbero una natura dettata da estremisti musulmani locali con minacce di radicalizzazione.
Dal 2007, il supporto degli inglesi alla guerra in Iraq iniziò a venire meno. Blair disse: "Dobbiamo rimanere i più stretti alleati degli Stati Uniti ... non perché sono potenti, ma perché condividiamo i medesimi valori". L'alleanza tra George W. Bush e Tony Blair danneggiò seriamente la figura del primo ministro in patria. Blair ad ogni modo rispose dicendo di aver agito unicamente "per protegger e rafforzare i legami" con gli Stati Uniti, indipendentemente da chi fosse stato al governo della Casa Bianca. L'opinione pubblica inglese, in realtà, continuò a percepire questa alleanza come una informale sottomissione dell'Inghilterra agli Stati Uniti.
L'11 giugno 2009, il territorio britannico delle Bermuda accettò quattro uiguri provenienti dalla prigione di Guantanamo degli Stati Uniti: Khaleel Mamut, Hozaifa Parhat, Salahidin Abdulahat e Abdullah Abdulqadirakhun, catturati dai cacciatori di taglie del Pakistan durante l'invasione dell'Afghanistan dell'ottobre del 2001. La decisione venne presa dal governo locale senza consultare l'ufficio degli affari esteri del Commonwealth a Londra e questo creò degli attriti.

### Rilascio di Abdelbaset al-Megrahi
Il 20 agosto 2009 il governo scozzese capeggiato dal primo ministro Alex Salmond annunciò che avrebbe rilasciato il criminale internazionale Abd el-Basset Ali al-Megrahi che aveva guidato l'attentato del volo 103 della Pan American del 1988 per motivi di salute. Questi era stato condannato all'ergastolo nel 2001, ma venne rilasciato dopo che gli era stato diagnosticato un cancro in fase terminale e gli erano stati dati tre mesi di vita. Gli americani dissero che quest'azione si dimostrava poco rispettosa nei confronti dei morti di Lockerbie del 1988. Il presidente Barack Obama disse che quella decisione era "profondamente eccepibile". L'ambasciatore statunitense Louis Susman disse che sebbene la decisione di rilasciare al-Megrahi fosse stata vista dagli Stati Uniti come estremamente discutibile, le relazioni tra i due paesi rimanevano forti e intatte. Il governo britannico guidato da Gordon Brown non venne coinvolto in questo fatto e lo stesso Brown precisò di non aver avuto ruolo nella decisione. Al-Megrahi morì il 20 maggio 2012, all'età di 60 anni.

### Disastro ambientale della piattaforma petroliferaDeepwater Horizon
Nell'aprile del 2010, l'esplosione, l'affondamento e il riversamento di petrolio nel mare dalla piattaforma petrolifera Deepwater Horizon portò a delle frizioni diplomatiche tra Stati Uniti e Regno Unito nonché ad una recrudescenza del sentimento anti-inglese americano, anche se la piattaforma era di proprietà e gestita dalla compagnia svizzera Transocean ed i lavori di muratura erano stati eseguiti dalla compagnia statunitense Halliburton. I politici inglesi manifestarono dissenso per la retorica anti-britannica degli americani. L'amministratore delegato della British Petroleum, Tony Hayward, venne definito "l'uomo più odiato d'America". Anche il presidente Obama si scagliò contro questa retorica popolare, pur permanendo problematiche serie di natura anche politica. L'incontro tra Barack Obama e David Cameron nel luglio di quello stesso anno riuscì ad appianare le relazioni diplomatiche tra i due paesi.

### Status attuale

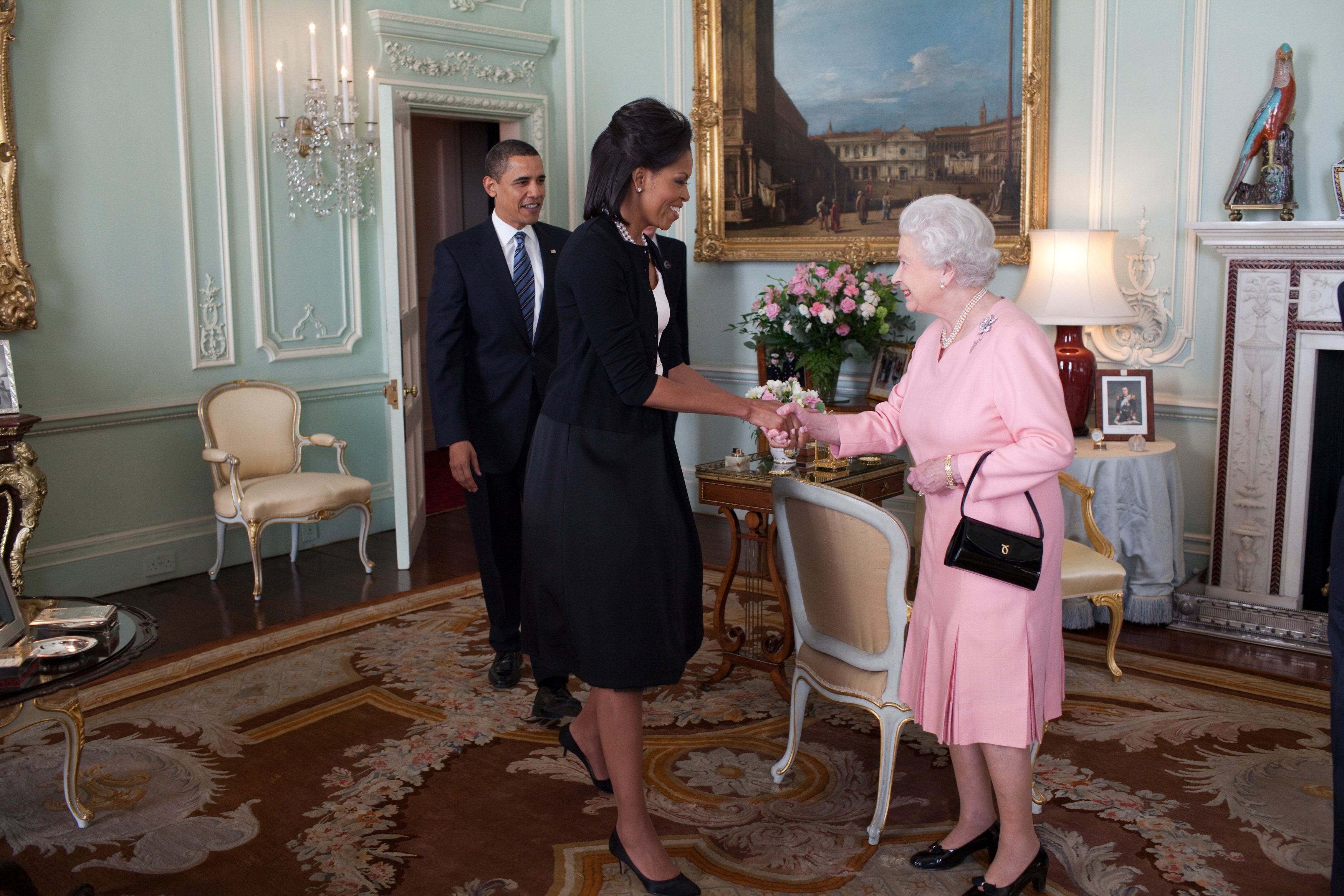
La regina Elisabetta II accoglie il presidente Barack Obama e la first lady Michelle Obama a Buckingham Palace il 1 aprile 2009

La politica inglese attuale ritiene che le relazioni con gli Stati Uniti rappresentino oggi "la più importante relazione bilaterale" al mondo. Il segretario di Stato Hillary Clinton ha reso omaggio a queste relazioni nel febbraio del 2009.

#### Amministrazione Obama
Il 3 marzo 2009, Gordon Brown fece la sua prima visita al presidente Obama presso la Casa Bianca. Durante la sua visita, presentò al presidente un portapenne ricavato da un pezzo della HMS Gannet, impegnata in missioni anti-schiavismo lungo le coste dell'Africa. Obama regalò al primo ministro una scatola con 25 DVD di film tra cui Guerre stellari ed E.T. l'extra-terrestre. La moglie del primo ministro, Sarah Brown, fece dono alle figlie del presidente, Sasha e Malia, di due vestiti del famoso sarto londinese Topshop ed alcuni libri. Michelle Obama regalò ai figli del primo ministro due elicotteri giocattolo della Marine One. Durante questa visita negli Stati Uniti, Gordon Brown prese parte ad una sessione del Congresso degli Stati Uniti, un privilegio raramente accordato a capi di governo stranieri.
Nel marzo del 2009, secondo un sondaggio, il 39% degli americani pensava che la Gran Bretagna fosse il loro "miglior alleato", seguito da Canada, Giappone, Israele e Germania tra i primi cinque. Lo stesso sondaggio indicava poi che l'89% degli americani vedeva positivamente il Regno Unito, con secondo solo il Canada col 90%. Secondo il Pew Research Center, in un sondaggio condotto nel luglio del 2009, il 70% degli inglesi rispose favorevolmente nei confronti degli Stati Uniti.

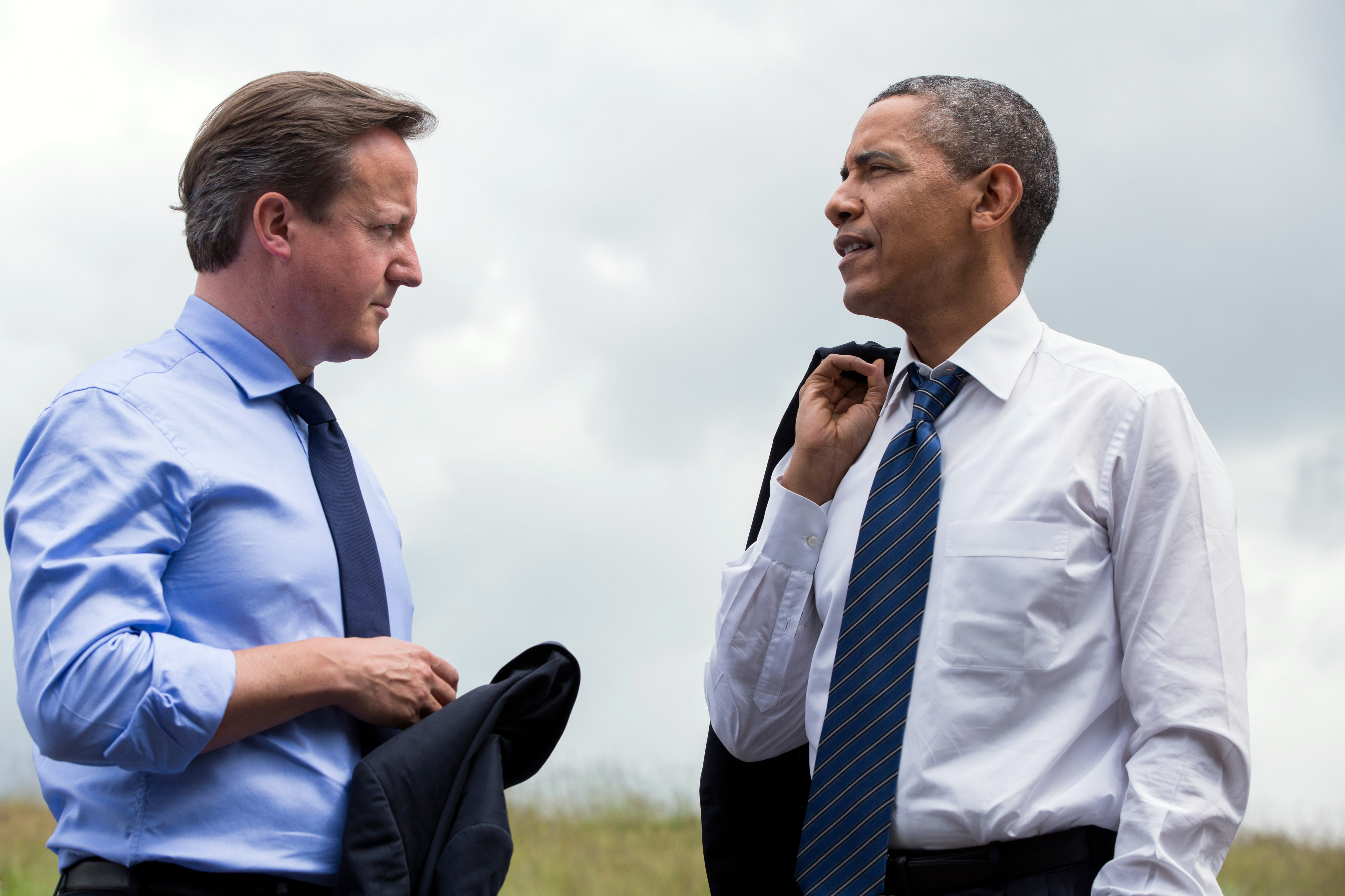
Il primo ministro David Cameron ed il presidente Barack Obama parlano durante il G8 del giugno 2013

Nel 2010 Obama disse che "gli Stati Uniti non hanno alleato ed amico migliore del Regno Unito, ed io continuerò a perseguire le relazioni special che intercorrono tra i nostri due paesi".
Il 25 maggio 2011, nel corso della sua visita ufficiale nel Regno Unito, Obama riaffermò le importanti relazioni tra Regno Unito e Stati Uniti in un discorso al parlamento nel palazzo di Westminster. Tra gli altri punti, Obama disse: "Sono venuto qui oggi per riaffermare una delle più antiche e solide alleanze che il mondo abbia mai conosciuto. È stato detto da tanto tempo che tra gli Stati Uniti ed il Regno Unito vi sono relazioni speciali".
Nei giorni prima del referendum per l'indipendenza scozzese nel settembre del 2014, Obama annunciò in pubblico di essere interessato a continuare i rapporti con un Regno Unito "forte ed unito" descritto come "uno degli alleati più vicini che abbiamo mai avuto e continueremo ad avere".
Durante una conferenza stampa congiunta col primo ministro Theresa May, Obama disse "Non abbiamo altro partner più forte al mondo del Regno Unito".

#### Amministrazione Trump

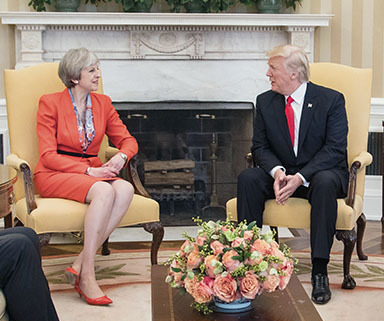
Il primo ministro Theresa May ed il presidente Donald Trump alla Casa Bianca il 27 gennaio 2017

Il presidente Donald Trump ed il primo ministro inglese Theresa May erano desiderosi di continuare le relazioni speciali tra i loro due paesi. La May fu il primo capo di governo straniero che Trump accolse a Washington dopo aver iniziato il proprio mandato ed il leader del partito per l'indipendenza del Regno Unito (UKIP), Nigel Farage, fu il primo politico straniero che Trump incontrò dopo la vincita delle elezioni presidenziali, quando ancora era presidente eletto degli Stati Uniti. Ad ogni modo, Trump divenne oggetto di diverse proteste nel Regno Unito già prima della sua vittoria, in particolare per le sue proposte anti-immigrazione, per la sua misoginia e per la percezione di un certo razzismo nella sua politica. Durante la sua presidenza vi furono delle proteste alla sua inaugurazione, quando annunciò il bando sull'immigrazione dei cittadini provenienti da alcuni paesi musulmani, e quando disse di voler riconoscere Gerusalemme come la capitale dello stato d'Israele.
Il 4 giugno 2017 Trump rispose ad un attacco terroristico al ponte di Londra contestando il sindaco di Londra, Sadiq Khan, per aver detto che "non vi era ragione di allarmarsi". Il commento venne condannato dallo stesso Khan che accusava il presidente statunitense di aver estrapolato queste sue parole da un discorso più ampio relativo alla necessità o meno di incrementare il numero dei poliziotti presenti a Londra nei giorni successivi all'attentato. Trump aumentò la tensione suggerendo: "non dobbiamo più essere politically correct e dobbiamo impegnarci per la sicurezza dei nostri popoli".

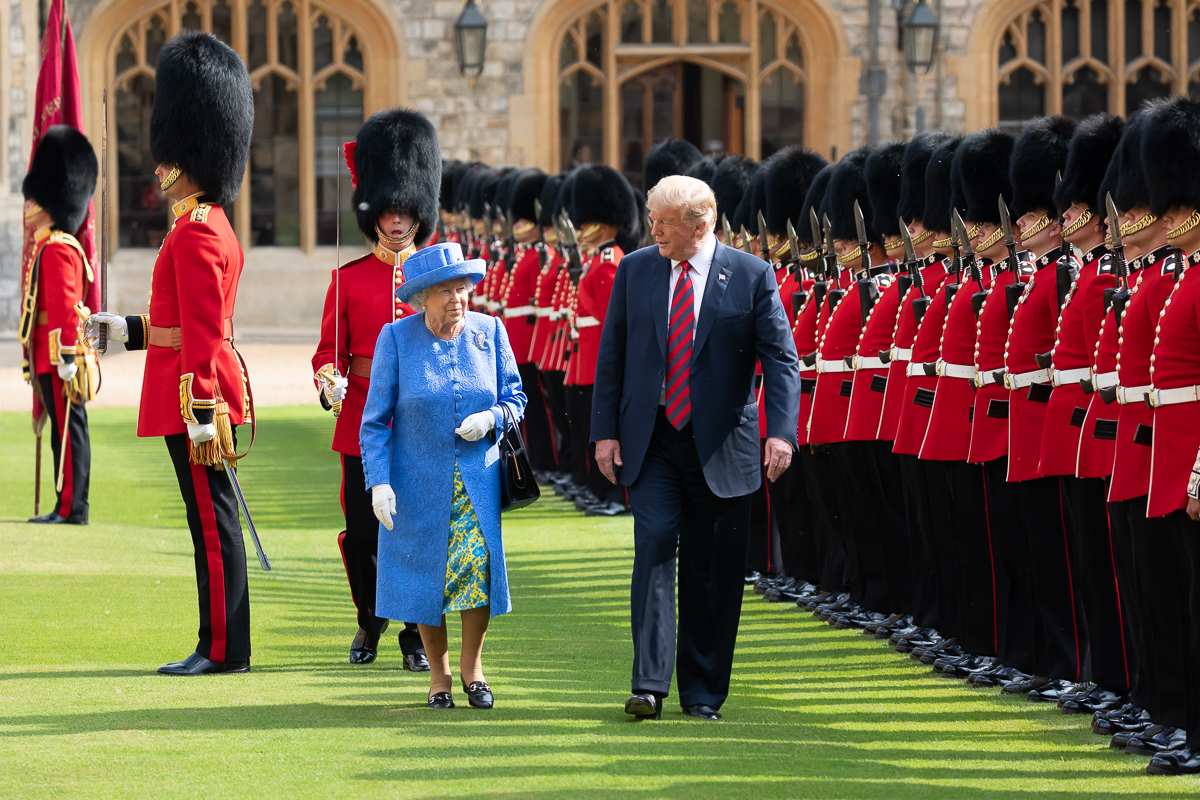
La guardia d'onore al castello di Windsor per l'arrivo della regina Elisabetta II e del presidente Trump nel luglio del 2018

Theresa May fu il primo capo di governo a portarsi in visita a Trump dopo la sua elezione e lo invitò a restituire l'omaggio in Inghilterra. Più di 1.800.000 inglesi firmarono una petizione per negare l'invito ed il parlamento ne parlò con una risoluzione del febbraio 2017. La visita venne infine pianificata nel febbraio del 2018, includendo l'apertura cerimoniale della nuova ambasciata statunitense a Londra presso Nine Elms. Ad ogni modo, l'11 gennaio 2018 la visita venne cancellata dal presidente che in un tweet criticò anche le spese volute dall'amministrazione Obama per la costruzione di una nuova sede d'ambasciata in Inghilterra per la spesa di 1.200.000.000.000 di dollari. In realtà lo spostamento fu dovuto essenzialmente a ragioni di sicurezza in quanto la sede storica a Grosvenor Square non poteva garantire i 30,5 metri previsti di distanza dalla strada come previsto dalla legge. Si ipotizzò che la vera ragione per l'annullamento della visita era legata all'impopolarità di Trump e alla possibilità di grandi proteste contro di lui a Londra.
Trump si recò in visita nel Regno Unito nel giugno del 2019, come ospite della regina e per una breve discussione col primo ministro May, scatenando ulteriori proteste presso il pubblico inglese.
Il 7 luglio 2019 una sere di cablogrammi segreti dell'ambasciatore Kim Darroch al governo inglese, datati dal 2017 al 2019, vennero pubblicati da The Mail on Sunday. Tra questi vi erano commenti come "inetto e insicuro" su Trump e sulla sua amministrazione. In risposta, Nigel Farage rispose dicendo che Darroch era "completamente inadatto" al suo incarico, e Trump rispose su Twitter che Darroch "non era ben visto negli Stati Uniti" e che "non avremo più nulla a che fare con lui". Il primo ministro, Theresa May, espresse il proprio pieno supporto a Darroch ed ordinò un'inchiesta per la pubblicazione dei cablogrammi.
Il 10 luglio Darroch venne costretto a dare le proprie dimissioni da ambasciatore presso gli Stati Uniti. Scrisse a tal proposito che "l'attuale situazione mi sta rendendo impossibile il mio lavoro". May ed il leader dell'opposizione, Jeremy Corbyn, lodarono comunque il servizio di Darroch alla Camera dei Comuni e deplorarono le sue dimissioni come pressione degli Stati Uniti. Darroch rimase al suo posto sino all'arrivo del suo successore.

## Turismo
Più di 4,5 milioni di inglesi visitano ogni anno gli Stati Uniti, spendendo circa 14 miliardi di dollari.

## Trasporti
Le tre principale linee aeree americane, la American Airlines, la United Airlines e la Delta Air Lines hanno voli diretti tra gli Stati Uniti ed il Regno Unito, in particolare tra Londra e New York, anche se altri voli sono diretti dall'America agli aeroporti di Birmingham, Manchester, Edimburgo e Glasgow. La Delta ha inoltre voli con scali presso le isole Vergini nell'Atlantico. Linee low-cost hanno scali anche in territori inglesi d'oltremare come ad esempio le Bermuda, le isole Vergini, le Cayman e le isole Turks e Caicos. La compagnia di punta inglese, la British Airways, vola in più di venti destinazioni negli Stati Uniti.
Il John F. Kennedy International Airport di New York è una delle destinazioni popolari per i turisti provenienti dall'aeroporto di Heathrow a Londra.

## Visite di Stato e ufficiali
Nel XX secolo vi furono in tutto 78 visite formali e informali che portarono il presidente americano ed il rimo ministro a incontrarsi. Il primo fu nel 1918, il secondo nel 1929. I restanti iniziarono nel 1941, inaugurando un modo di fare politica più diretto e senza più il passaggio tramite gli ambasciatori intesi come persone chiave dei negoziati.
Le visite di Stato hanno coinvolto quattro presidenti e due monarchi. Elisabetta II ha incontrato tutti i presidenti a partire da Truman ad eccezione di Johnson. Inoltre, la regina ha fatto tre visite private nel 1984, nel 1985 e nel 1991 in America.

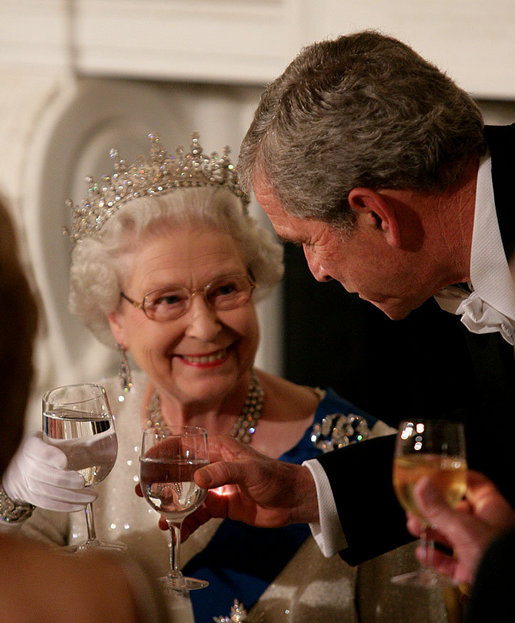
La regina Elisabetta II ed il 43º presidente degli Stati Uniti, George W. Bush, brindano nel 2007 alla cena di Stato tenutasi alla Casa Bianca per celebrare l'anniversario delle relazioni anglo-americane.

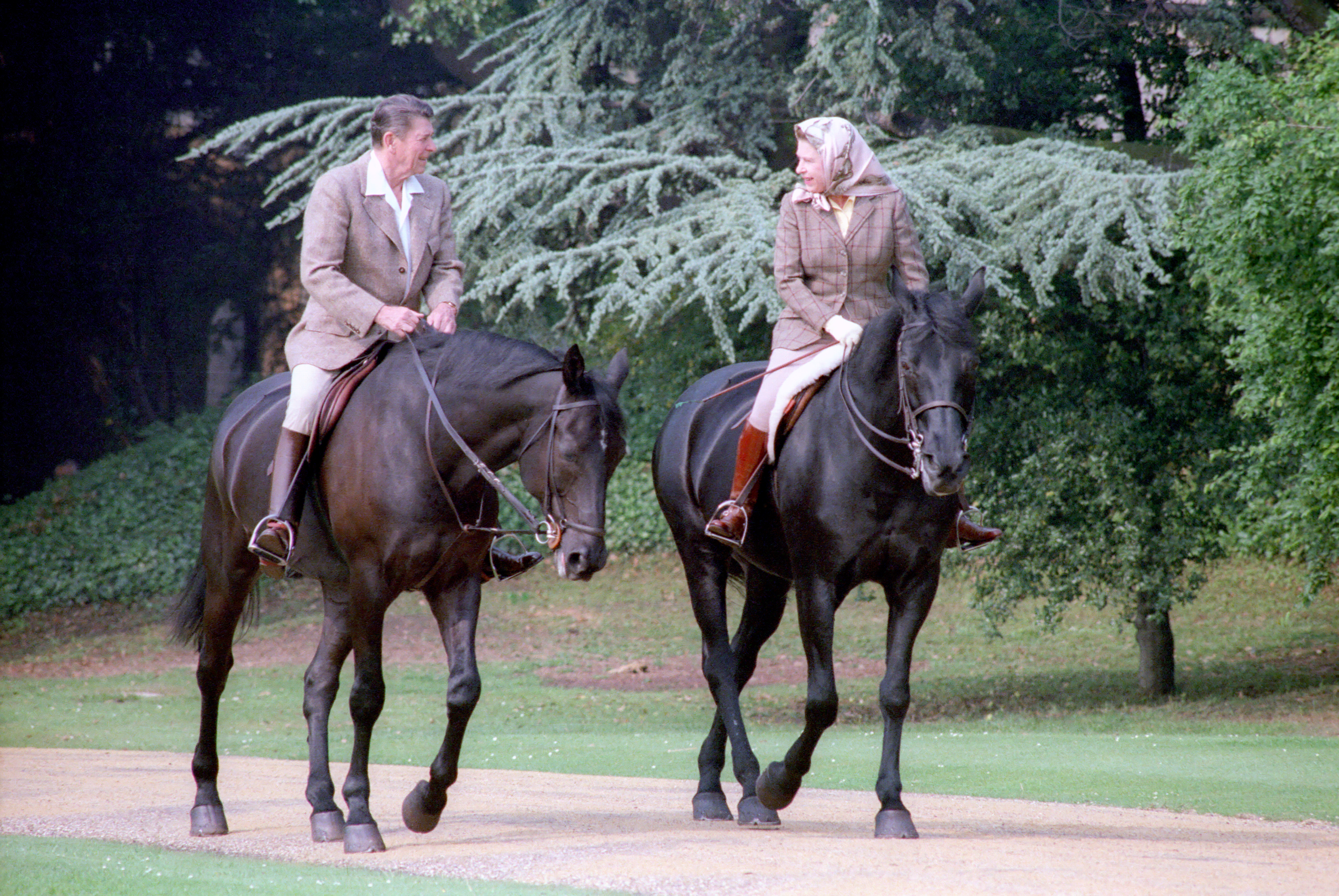
La regina Elisabetta II ed il 40º presidente degli Stati Uniti, Ronald Reagan, corrono a cavallo nel parco di Windsor durante la visita ufficiale del presidente nel 1982 nel Regno Unito.

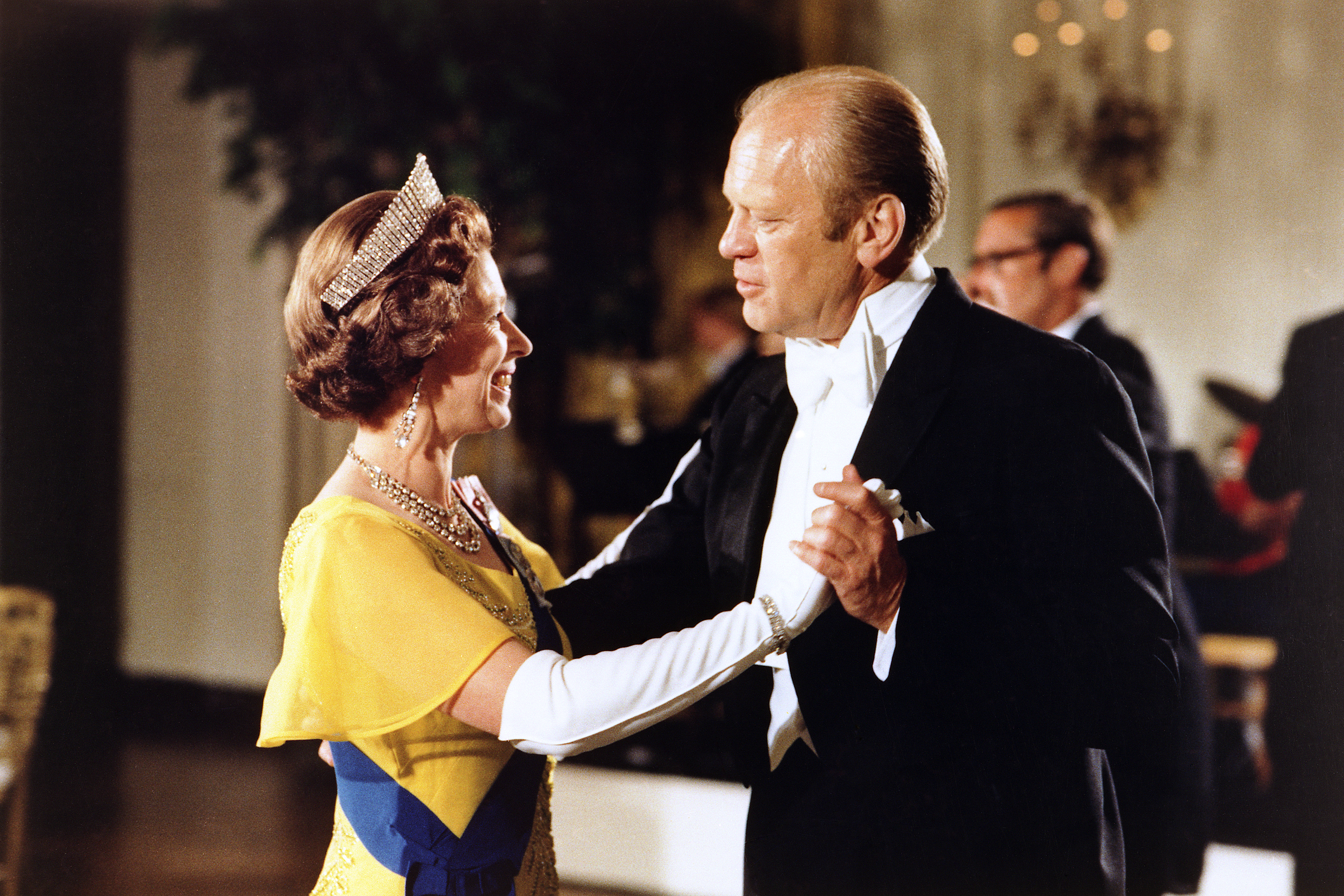
La regina Elisabetta II ed il 38º presidente degli Stati Uniti, Gerald Ford, danzano nella East Room della Casa Bianca durante la visita di Stato per commemorare il bicentenario della nascita degli Stati Uniti nel 1976.

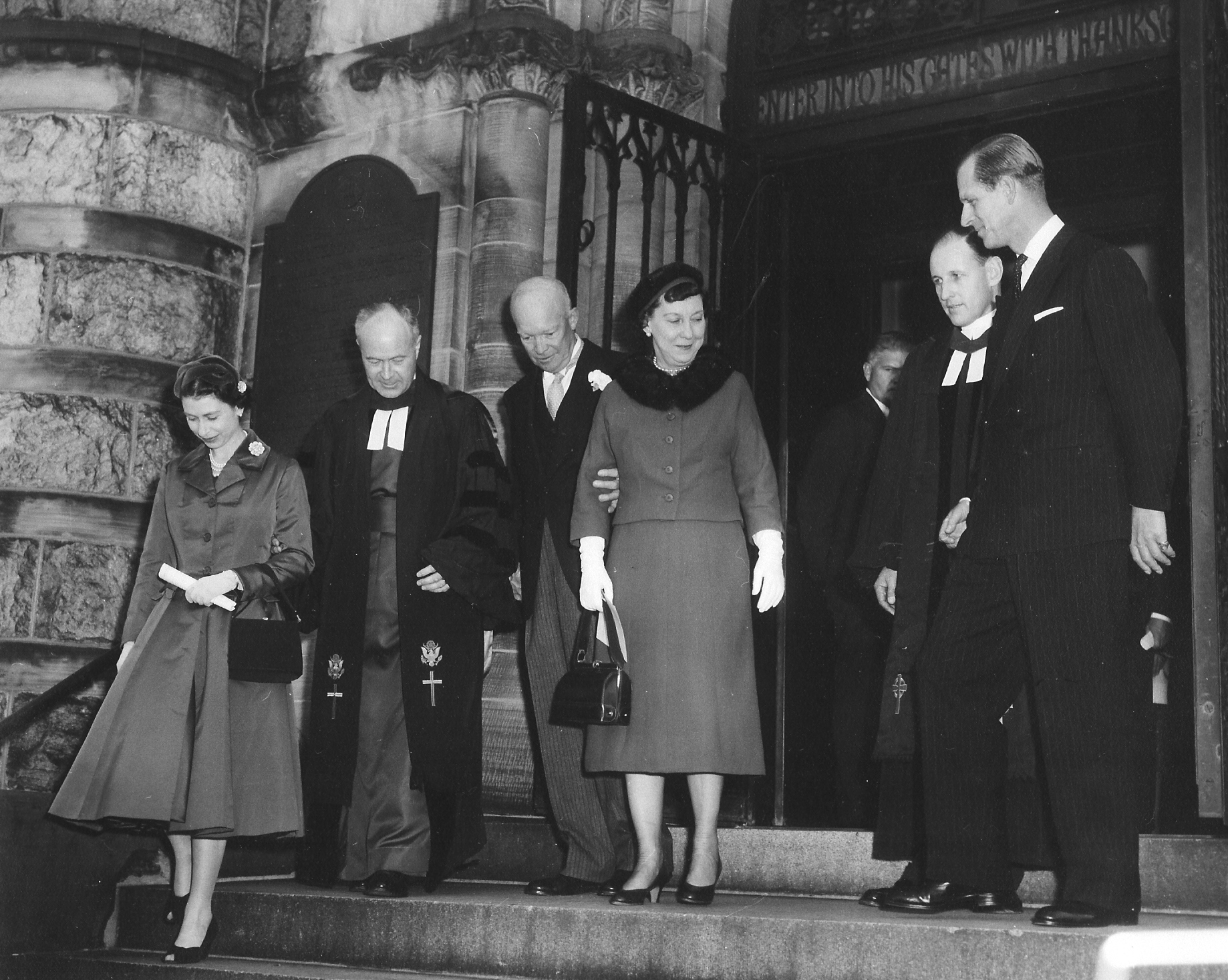
La regina Elisabetta II ed il principe Filippo, duca di Edimburgo, lasciano la National Presbyterian Church dopo aver presenziato ad una cerimonia col 34º presidente degli Stati Uniti, Dwight Eisenhower, e la first lady Mamie Eisenhower, durante la loro visita negli Stati Uniti nel 1957.

### Visite di monarchi inglesi negli Stati Uniti
| Date                       | Monarca e consorte                                      | Luoghi | Itinerario |
| 7–11 giugno 1939           | Giorgio VI e la regina Elisabetta                       | Washington D.C., New York City e Hyde Park (New York)                                                                          | Visita di Stato a Washington D.C., permanenza alla Casa bianca, deposizione di una corona d'alloro alla tomba del milite ignoto americano nell'Arlington National Cemetery, visita alla piantagione di George Washington in Virginia a Mount Vernon, visita alla 1939 World's Fair di New York City, e visita privata alla residenza estiva del presidente Roosevelt, Springwood Estate. |
| 17–20 ottobre 1957         | Elisabetta II ed il principe Filippo, duca di Edimburgo | Jamestown e Williamsburg (Virginia), Washington D.C. e New York City                                                           | Visita di Stato a Washington D.C., partecipazione alle cerimonie del 350º anniversario della fondazione del primo insediamento americano di Jamestown, in Virginia, e breve sosta a New York City per un discorso alla United Nations General Assembly. |
| 6–9 luglio 1976            | Elisabetta II ed il principe Filippo, duca di Edimburgo | Philadelphia, Washington D.C., New York City, Charlottesville (Virginia), Newport e Providence (Rhode Island) e Boston         | Visita di Stato a Washington D.C. e tour della East Coast in occasione del bicentenario dell'indipendenza degli Stati Uniti a bordo dell'HMY Britannia. |
| 26 febbraio – 7 marzo 1983 | Elisabetta II ed il principe Filippo, duca di Edimburgo | San Diego, Palm Springs, Los Angeles, Santa Barbara, San Francisco, Yosemite National Park (California) e Seattle (Washington) | Visita ufficiale negli Stati Uniti, tour della West Coast a bordo dell'HMY Britannia e visita privata all'abitazione di campagna di Ronald Reagan presso le Santa Ynez Mountains, Rancho del Cielo. |
| 14–17 maggio 1991          | Elisabetta II ed il principe Filippo, duca di Edimburgo | Washington D.C., Baltimora (Maryland), Miami e Tampa (Florida), Austin, San Antonio e Houston (Texas), e Lexington (Kentucky)  | Visita di Stato a Washington D.C., discorso al Congresso degli Stati Uniti e visita privata nel Kentucky, tour degli Stati Uniti meridionali e visita alla Lyndon Baines Johnson Library and Museum; incontro con Lady Bird Johnson e la sua famiglia. |
| 3–8 maggio 2007            | Elisabetta II ed il principe Filippo, duca di Edimburgo | Richmond, Jamestown e Williamsburg (Virginia), Louisville (Kentucky), Greenbelt (Maryland), e Washington D.C.                  | Visita di Stato a Washington D.C., discorso alla Virginia General Assembly, partecipazione alle cerimonie ufficiali del 400º anniversario della fondazione di Jamestown, tour del Goddard Space Flight Center della NASA, visita del National World War II Memorial sul National Mall, e visita privata nel Kentucky per prendere parte al 133° Kentucky Derby.                          |
| 6 luglio 2010              | Elisabetta II ed il principe Filippo, duca di Edimburgo | New York City | Visita ufficiale di un giorno negli Stati Uniti per un discorso all'assemblea generale delle Nazioni Unite, visita al sito del World Trade Center in rispetto alle vittime dell'11 settembre e inaugurazione del Queen Elizabeth 11th September Garden ad Hanover Square in memoria delle vittime inglesi morte nell'attentato.                                                          |

### Visite di presidenti statunitensi nel Regno Unito
| Date                          | Amministrazione                | Luoghi                        | Itinerario |
| 26–28 dicembre 1918           | Woodrow Wilson e Edith Wilson  | Londra, Carlisle e Manchester | Visita ufficiale nel Regno Unito, permanenza a Buckingham Palace, cena ufficiale, udienza privata con re Giorgio V e con la regina Mary; visita privata alla casa dell'antenata del presidente, Janet Woodrow. |
| 7–9 giugno 1982               | Ronald Reagan e Nancy Reagan   | Londra e Windsor              | Visita ufficiale nel Regno Unito, permanenza al Castello di Windsor, cena ufficiale e discorso al parlamento del Regno Unito. |
| 28 novembre – 1 dicembre 1995 | Bill Clinton e Hillary Clinton | Londra, Belfast e Derry       | Visita di Stato nel Regno Unito, deposizione di una corona d'alloro al milite ignoto inglese nell'abbazia di Westminster e discorso al parlamento del Regno Unito. |
| 18–21 November 2003           | George W. Bush e Laura Bush    | Londra e Sedgefield           | Visita di Stato nel Regno Unito, permanenza a Buckingham Palace, cena ufficiale, deposizione di una corona d'alloro al milite ignoto inglese nell'abbazia di Westminster, visita privata alla costituente del governo di Tony Blair nella contea di Durham, nell'Inghilterra nordorientale. |
| 24–26 maggio 2011             | Barack Obama e Michelle Obama  | Londra                        | Visita di Stato nel Regno Unito, permanenza a Buckingham Palace, cerimonia di accoglienza ai giardini di Buckingham Palace, cena ufficiale, deposizione di una corona d'alloro al milite ignoto inglese nell'abbazia di Westminster, discorso al parlamento del Regno Unito in Westminster Hall, presentazione di doni al principe William, duca di Cambridge ed a Catherine, duchessa di Cambridge (dono di MacBooks alla Peace Players International); incontro con la regina Elisabetta II, col principe Filippo e col primo ministro David Cameron. |
| 3–5 giugno 2019               | Donald Trump e Melania Trump   | Londra e Portsmouth           | Visita di Stato nel Regno Unito, permanenza a Winfield House, cerimonia di accoglienza ai giardini di Buckingham Palace, cena ufficiale, deposizione di una corona d'alloro al milite ignoto inglese nell'abbazia di Westminster; incontro con la regina Elisabetta II ed il primo ministro Theresa May. |

## Diplomazia
Degli Stati Uniti
- Londra (ambasciata)
- Edimburgo (consolato generale)
- Belfast (consolato generale)
- Hamilton, Bermuda (consolato generale)
- George Town, Isole Cayman (consolato generale annesso all'ambasciata di Kingston, in Giamaica)[171]
- Providenciales, isole Turks e Caicos (consolato generale annesso all'ambasciata di Nassau, Bahamas)[172]

Del Regno Unito
- Washington (ambasciata)
- Atlanta (consolato generale)
- Boston (consolato generale)
- Chicago (consolato generale)
- Denver (consolato generale)
- Houston (consolato generale)
- Los Angeles (consolato generale)
- Miami (consolato generale)
- New York (consolato generale)
- San Francisco (consolato generale)

## Partecipazioni comuni
- Banca dei regolamenti internazionali
- British-American Project
- Organizzazione delle Nazioni Unite per l'alimentazione e l'agricoltura
- G8
- G10
- G20 (paesi industrializzati)
- Agenzia internazionale per l'energia atomica
- Camera di commercio internazionale
- Corte internazionale di giustizia
- Commissione elettrotecnica internazionale
- Agenzia internazionale dell'energia
- Fondo Monetario Internazionale
- Comitato Olimpico Internazionale
- Agenzia internazionale per le energie rinnovabili
- Unione internazionale delle telecomunicazioni
- Interpol
- Organizzazione del Trattato dell'Atlantico del Nord
- Trattato di non proliferazione nucleare
- Organizzazione per la cooperazione e lo sviluppo economico
- Organizzazione per la sicurezza e la cooperazione in Europe
- Pilgrims Society
- Rim of the Pacific Exercise
- UKUSA Community
- Nazioni Unite
- UNESCO
- Consiglio di sicurezza delle Nazioni Unite
- Unione postale universale
- Banca Mondiale
- Organizzazione mondiale della sanità
- Organizzazione mondiale del commercio

## Gemellaggi

### Inghilterra e Stati Uniti
- Ashby-de-la-Zouch e  Evans, Colorado
- Ashford e  Hopewell, Virginia
- Barnet, Londra e  Barnet, Vermont
- Barnet, Londra e  Montclair (New Jersey)
- Barnstaple e  Barnstable, Massachusetts
- Belper e  Pawtucket, Rhode Island
- Berwick-upon-Tweed e  Berwick, Pennsylvania
- Billericay e  Billerica, Massachusetts
- Billericay e  Fishers, Indiana
- Birmingham e  Chicago, Illinois
- Bodmin e  Grass Valley, California
- Boston, Lincolnshire e  Boston, Massachusetts
- Brentwood e  Brentwood, Tennessee
- Burton upon Trent e  Elkhart, Indiana
- Bury e  Woodbury, New Jersey
- Calne e  Caln Township, Pennsylvania
- Canterbury e  Bloomington, Illinois
- Cheltenham e  Cheltenham, Pennsylvania
- Chester e  Lakewood (Colorado)
- Cleveland, England, UK e  Cleveland, Ohio
- Cornwall e  Cornwall, New York
- County Durham e  Durham County, Carolina del Nord
- Coventry e  Coventry, Connecticut
- Coventry e  Coventry, New York
- Coventry e  Coventry, Rhode Island
- Dalton-in-Furness e  Dalton, Pennsylvania
- Doncaster e  Wilmington, North Carolina
- Dover e  Huber Heights, Ohio
- Durham e  Durham (Carolina del Nord)
- Evesham e  Evesham Township, New Jersey
- Fleetwood e  Fleetwood, Pennsylvania
- Gravesend e  Chesterfield, Virginia
- Hartlepool e  Muskegon, Michigan
- Haverhill e  Haverhill, Massachusetts
- Haworth e  Haworth, New Jersey
- Hertford e  Hartford, Connecticut
- Hinckley e  Midland, Ohio
- Keighley e  Myrtle Beach (Carolina del Sud)
- Kettering e  Kettering, Ohio
- Kingston upon Hull e  Raleigh (Carolina del Nord)
- Leeds, City of e  Louisville, Kentucky
- Lincoln e  Lincoln, Nebraska
- Lambeth, Londra e  Brooklyn, New York
- Londra e  New York, New York
- Manchester e  Los Angeles, California
- Mansfield e  Mansfield (Massachusetts)
- Mansfield e  Mansfield
- Middlesbrough e  Middlesborough, Kentucky
- Newcastle upon Tyne e  Atlanta, Georgia
- Newmarket e  Lexington (Kentucky)
- Norfolk e  Norfolk (Virginia)
- Northampton e  Easton (Pennsylvania)
- Northampton e  Northampton, Pennsylvania
- Oakham e  Dodgeville, Wisconsin
- Oxford e  Oxford, Michigan
- Penzance e  Nevada City, California
- Plymouth e  Plymouth, Massachusetts
- Portsmouth e  Portsmouth, New Hampshire
- Reading e  Reading, Pennsylvania
- Redruth e  Mineral Point, Wisconsin
- Richmond, Londra e  Richmond, Virginia
- Rochester e Rochester, New York
- Rugeley e  Western Springs, Illinois
- Runnymede e  Herndon, Virginia
- Rye e  Rye, New Hampshire
- Salisbury e  Salisbury, Maryland
- Salisbury e  Salisbury, North Carolina
- Sefton, Metropolitan Borough of e  Fort Lauderdale, Florida
- Sheffield e  Pittsburgh, Pennsylvania
- Shrewsbury e  Shrewsbury, Massachusetts
- Southampton e  Hampton, Virginia
- Stafford e  Stafford County, Virginia
- Swindon e  Chattanooga (Tennessee)
- Southwark, Londra e  Cambridge (Massachusetts)
- Stourbridge e  Sturbridge, Massachusetts
- Stratford-upon-Avon e  Stratford, Connecticut
- Stroud e  Stroud, Oklahoma
- Sunderland e  Washington
- Taunton e  Taunton, Massachusetts
- Truro e  Truro, Massachusetts
- Warrington e  Lake County, Illinois
- Warwick e  Warwick, New York
- Warwick e  Warwick, Rhode Island
- Watford e  Wilmington (Delaware)
- Whitby e  Anchorage, Alaska
- Whitby e  Waimea, Hawaii
- Winchester e  Winchester, Virginia
- Wirral, Metropolitan Borough of e  Midland, Texas
- Wolverhampton e  Buffalo, New York
- Worcester e  Worcester (Massachusetts)

### Scozia e Stati Uniti
- Aberdeen e  Aberdeen (Washington)
- Aberdeen e  Houston (Texas)
- Blairgowrie e  Pleasanton (California)
- Dundee e  Alexandria (Virginia)
- Dunfermline e  Sarasota (Florida)
- Edimburgo e  San Diego (California)
- Inverness e  Inverness (Florida)
- Livingston e  Grapevine (Texas)
- Midlothian e  Midlothian, Illinois
- Prestwick e  Vandalia (Ohio)
- Stirling e  Dunedin (Florida)
- Stornoway e  Pendleton (Carolina del Sud)
- Dull, Perth and Kinross e  Boring (Oregon)

### Galles e Stati Uniti
- Brecon e  Saline (Michigan)
- Machynlleth e  Belleville (Michigan)
- Nantyglo e  Nanty Glo (Pennsylvania)
- Newport, Pembrokeshire, e  Annapolis (Maryland)

### Irlanda del Nord e Stati Uniti
- Ballymena e  Morehead (Kentucky)
- Bangor, County Down e  Virginia Beach (Virginia)
- Belfast e  Belfast (Maine)
- Belfast e  Boston (Massachusetts)
- Belfast e  Nashville (Tennessee)
- Carrickfergus e  Anderson (Carolina del Sud)
- Carrickfergus e  Jackson (Michigan)
- Castlereagh e  Kent (Washington)
- Craigavon e  LaGrange (Georgia)
- Derry e  Buffalo (New York)
- Killyleagh e  Cleveland (Carolina del Nord)
- Larne e  Clover (Carolina del Sud)
- Newtownabbey e  Gilbert (Arizona)

### Dipendenze della Corona Britannica e Stati Uniti
- Saint Helier, Jersey e  Trenton (New Jersey)[173]

## Legami comuni

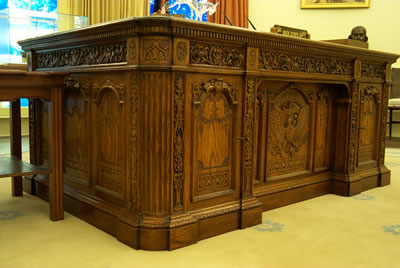
Il Resolute desk visto dallo Studio Ovale alla Casa Bianca durante la presidenza di Jimmy Carter venne realizzato a mano col legno della barca della HMS Resolute, e donato dalla regina Vittoria agli Stati Uniti il 23 novembre 1880.

Gli Stati Uniti e la Gran Bretagna hanno moltissime identità culturali comuni.
Dal momento che l'inglese è la lingua comune parlata da inglesi e americani, entrambe le nazioni appartengono al mondo anglofono. L'inglese americano e quello britannico presentano leggere differenze di pronuncia e significato di alcune parole, ma sono sostanzialmente identici anche nella grammatica e nella sintassi.
Il sistema legale americano è in gran parte basato sulla common law britannica. Il sistema di governo degli Stati Uniti è basato su quello inglese con una divisione in contee e sceriffi. Anche se gli Stati Uniti rimangono ad oggi una nazione sostanzialmente più religiosa della Gran Bretagna, gran parte delle chiese protestanti britanniche si ritrovano anche sul territorio statunitense come battisti, metodisti, congregazionalisti ed episcopali.
Quella tra Regno Unito e Stati Uniti è detta economia anglo-sassone per indicare come tra le due nazioni ci siano livelli di tassazione relativamente bassi per questioni di convenzioni e convenienza.
Si stima che tra i 40 ed i 70 milioni di americani abbiano oggi antenati inglesi, ovvero il 13%-23.3% della popolazione di tutti gli Stati Uniti.

## Religione

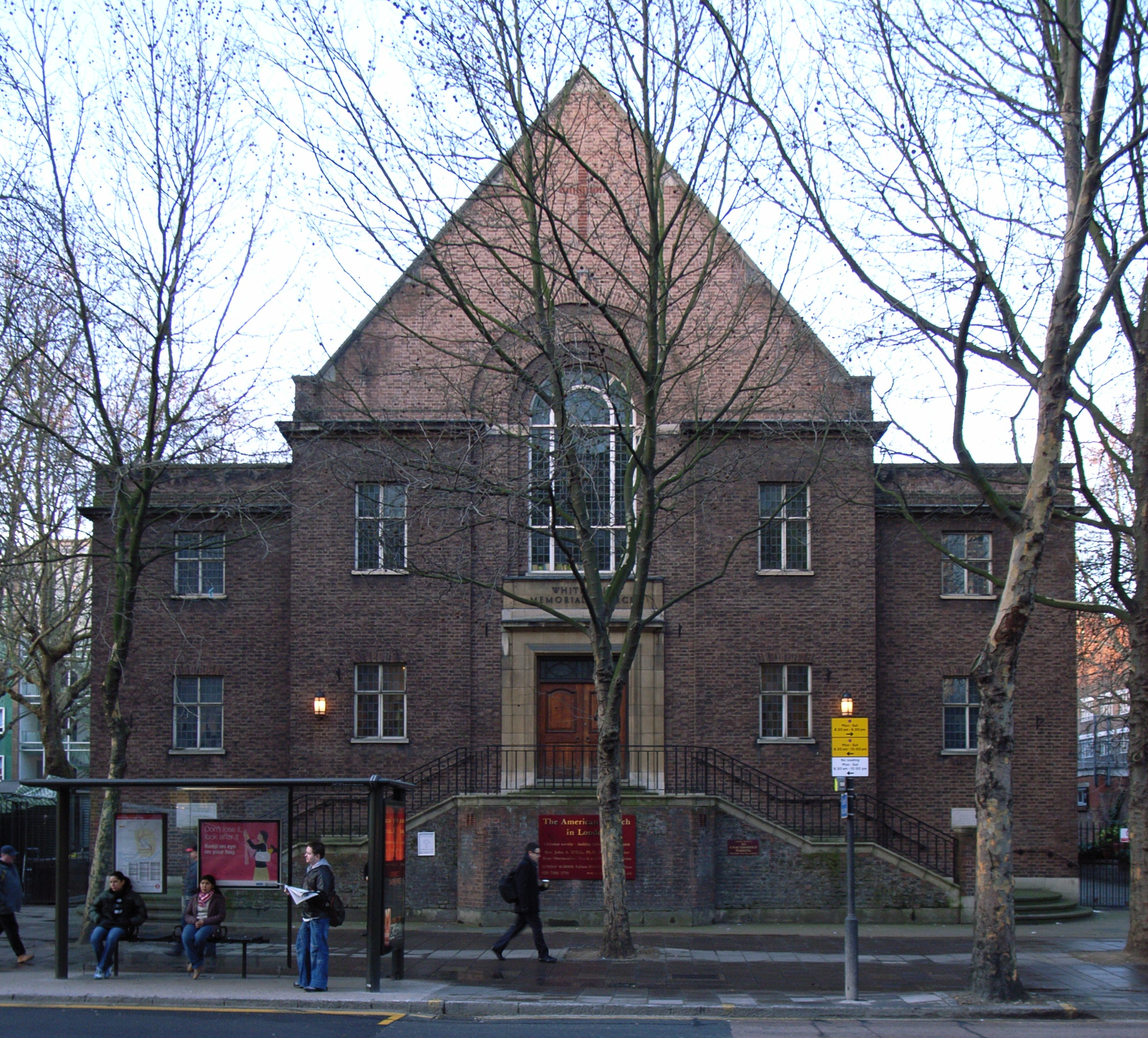
La Whitfield Memorial Church a Camden, Londra, che è sede dell'American International Church.

Sia gli Stati Uniti che il Regno Unito hanno la maggioranza della popolazione aderente al cristianesimo, con valori del 70.4% negli Stati Uniti e del 59,5% nel Regno Unito. Inoltre, entrambi i paesi condividono una maggioranza protestante anziché cattolica, per quanto il cattolicesimo continui ad essere una componente religiosa importante in entrambe le realtà. Molte delle principali chiese protestanti negli Stati Uniti vennero fondate da inglesi, tra cui la chiesa episcopale, quella anglicana, quella battista, quella metodista, quella presbiteriana, quella congregazionale ed i quaccheri.
Ad ogni modo, vi sono pure delle grandi differenze tra le due nazioni nel ruolo della religione e della fede. Il Regno Unito ha una chiesa di Stato in due delle quattro nazioni componenti lo stato, ovvero la chiesa anglicana di ci il capo di Stato è il monarca, e la chiesa presbiteriana di Scozia. Gli Stati Uniti sull'altro fronte hanno sempre perseguito una forte politica di separazione tra chiesa e stato come ribadito nel primo emendamento della costituzione statunitense.
Altra differenza è che gli inglesi si sono dimostrati (secondo un sondaggio del 2015) più secolarizzati, mentre il 41% degli americani ha dichiarato di andare regolarmente a messa, comparato al 10% degli inglesi.
Sia Stati Uniti che Regno Unito hanno diversi abitanti aderenti anche ad altre religioni come ebraismo, islamismo, induismo, sikhismo, paganesimo e buddismo.
Il Regno Unito ha anche un gran numero di atei o agnostici per un totale di 25.7%, più alto del 10% degli Stati Uniti.

## Cibo e bevande
Molti piatti classici o cibi della cucina statunitense come hamburger, hot dog, pollo al barbecue, cosce di pollo fritte, la pizza di Chicago, la gomma da masticare, la zuppa di pomodori, il chili con carne, i biscotti al cioccolato, i brownie e le ciambelle sono popolarissimi anche nel Regno Unito. Bevande come la cola, il milkshake ed il bourbon sono pure molto popolari.
Alcuni cibi americani come cornflakes, baked beans & crisps (patatine fritte) sono divenuti addirittura parte della cultura del cibo inglese ed hanno perso ormai completamente le loro origini americane, venendo integrati a pieno titolo nella cucina inglese. Mentre alcuni cibi inglesi come la apple pie, il whisky, i maccheroni al formaggio ed i sandwich sono stati nazionalizzati anche negli Stati Uniti, la colazione con cereali e riso soffiato proveniente dagli Stati Uniti ha preso piede in Inghilterra dal XX secolo, cambiando addirittura la percezione della colazione nel Regno Unito.

## Cultura e media
Sia Stati Uniti che Regno Unito sono considerati entrambi "superpotenze culturali" in quanto entrambi gli stati ebbero ed hanno un'influenza su vasta scala per quanto riguarda l'industria cinematografica, la musica, la letteratura e la televisione.

### Letteratura
La letteratura si è trasferita attraverso l'Atlantico con emblemi della letteratura inglese quali William Shakespeare, Charles Dickens, J. R. R. Tolkien, Jackie Collins e J. K. Rowling negli Stati Uniti, ed autori americani come Harriet Beecher Stowe, Mark Twain, Ernest Hemingway, Stephen King e Dan Brown in Gran Bretagna. Henry James si trasferì addirittura nel Regno Unito, come pure fece T. S. Eliot, distinguendosi come una delle figure dominanti della poesia moderna nella letteratura inglese.
Nel Regno Unito, romanzi americani come Il giovane Holden, Roll of Thunder, Hear My Cry, Uomini e topi, Il buio oltre la siepe, The Great Gatsby e Il colore viola sono usati normalmente come testi per le scuole superiori.

### Stampa
Per quanto riguarda la stampa, oggi le connessioni tra Stati Uniti e Regno Unito sono diventate meno forti che in passato. Sino al 2016, una versione condensata del The New York Times si trovava all'interno del giornale americano The Observer, come pure nel Regno Unito vi sono giornali con inserti americani come nel caso del Times internazionale.

## Sport
Lo sport è un mondo particolarmente apprezzato sia nel Regno Unito che negli Stati Uniti. Gli sport più popolari in entrambe le nazioni però differenziati. Nel Regno Unito, in ordine di diffusione, si contano il calcio, il rugby ed il cricket. Negli Stati Uniti prevalgono il football americano, il baseball, l'hockey su ghiaccio ed il basket. Notevoli interessi si manifestano da ambo le parti anche nel campo degli sport con motori.